# آبله
آبله، (به انگلیسی: smallpox) نوعی بیماری واگیر ویروسی حاد بود که عامل آن، ویروس واریولا متعلق به سردهٔ ارتوپاکس ویروس است. آخرین نمونهٔ طبیعی ویروس آبله در اکتبر ۱۹۷۷ تشخیص داده شد و سازمان جهانی بهداشت ریشه‌کن کردن بیماری را با انجام عمل پیش‌گیری آبله‌کوبی «از سطح زمین» در ۱۹۸۰ تأیید کرده و آن را به تنها بیماری انسانی ریشه کن شده تبدیل کرد. احتمال مرگ پس از ابتلا به بیماری حدود ۳۰ درصد بوده که این رقم در نوزادان حتی بالاتر هم بود. معمولاً کسانی که از این بیماری نجات پیدا می‌کردند زخم‌های پوستی زیادی را برای ادامه زندگی به همراه داشتند و حتی گاهی فرد دچار نابینایی می‌شد.
علائم ابتدایی این ویروس شامل تب و استفراغ بود. به دنبال این علائم زخم‌هایی در دهان و روی پوست ایجاد می‌گردید. پس از چند روز این زخم‌های پوستی تبدیل به تاول‌های پر از مایع با مرکزی فرورفته می‌شدند. سپس این برجستگی‌ها پوسته پوسته شده و می‌افتادند و زخمی از خود به جای می‌گذاشتند. این بیماری بین افراد یا از طریق اشیا آلوده پخش می‌شد. پیشگیری این بیماری عمدتاً به کمک واکسن آبله میسر شد. پس از گسترش بیماری استفاده از داروهای ضد ویروس هم گاهی تأثیر گذار بودند اما چنین داروهایی تا زمانی که بیماری ریشه‌کن نشده بود، در دسترس نبودند.
ویروس آبله در رگ‌های کوچک پوست، دهان و گلو جای‌گیری می‌کند.
منشأ بیماری آبله نامعلوم بوده اما اولین شواهد این بیماری در مومیایی‌های مصری و مربوط به حدود ۱۵۰۰ سال پیش از میلاد است.
گمان می‌رود که آبله ۱۰٬۰۰۰ سال پیش از میلاد در میان مردم پدید آمده باشد.
شاید نخستین نشانهٔ پدیداری آبله جوش‌های چرکی یافت شده در بدن مومیایی شدهٔ رامسس پنجم، فرعون مصر، باشد.
تا قبل از اینکه محمد بن زکریای رازی کتاب «الجدری و الحصبه» را بنویسد آبله با سرخک یکی گرفته می‌شد رازی در این کتاب که کهن‌ترین و مهم‌ترین کتابی است که پیرامون آبله و سرخک نوشته شده است، این دو بیماری را دو بیماری جداگانه دانسته به بیان تفاوت‌های ان دو پرداخت.
در اروپای قرن هجدهم، تخمین زده می‌شود که سالانه ۴۰۰٬۰۰۰ نفر بر اثر این بیماری جان خود را از دست می‌دادند و یک سوم از همه موارد نابینایی به دلیل آبله بود. گمان می‌رود که پیرامون ۳۰۰ تا ۵۰۰ میلیون مرگ در سدهٔ بیستم از آبله برخاسته باشد. تا سال ۱۹۶۷، ۱۵ میلیون مورد در سال رخ می‌دهد. ازجملهٔ افراد برجسته‌ای که مبتلا به آبله بودند: ولفگانگ آمادئوس موتسارت، گاو نشسته، رامسس پنجم، هنری هشتم، ادوارد ششم، پتر دوم روسیه، جرج واشینگتن، اندرو جکسون.
به نظر می‌رسد آبله کوبی در چین در حدود دهه ۱۵۰۰ آغاز شده است. اروپا این کار را در نیمه اول قرن هجدهم آغاز کرد. در سال ۱۷۹۶، ادوارد جنر واکسن مدرن آبله را معرفی کرد. در سال ۱۹۶۷، سازمان جهانی بهداشت تلاش خود را برای از بین بردن این بیماری بیشتر کرد. آبله یکی از دو بیماری عفونی است که ریشه کن شده است و دیگری در سال ۲۰۱۱ طاعون گاوی بود. اصطلاح آبله برای اولین بار در قرن شانزدهم در انگلستان برای تشخیص بیماری از سیفلیس استفاده شد که در آن زمان به عنوان «آبله بزرگ» شناخته می‌شد. نام‌های تاریخی دیگر این بیماری عبارتند از: آبله، هیولای خالدار و طاعون قرمز.

## طبقه‌بندی
| نوع بیماری           | میزان مرگ و میر موردی (%) | میزان مرگ و میر موردی (%) | فراوانی (%)  | فراوانی (%) |
| نوع بیماری           | واکسینه نشده              | واکسینه شده               | واکسینه نشده | واکسینه شده |
| -------------------- | ------------------------- | ------------------------- | ------------ | ----------- |
| معمولی به هم پیوسته  | ۶۲                        | ۲۶٫۳                      | ۲۲٫۸         | ۴٫۶         |
| معمولی نیمه پیوسته   | ۳۷                        | ۸٫۴                       | ۲۳٫۹         | ۷           |
| معمولی گسسته         | ۹٫۳                       | ۰٫۷                       | ۴۲٫۱         | ۵۸٫۴        |
| اصلاح شده            | ۰                         | ۰                         | ۲٫۱          | ۲۵٫۳        |
| مسطح (بدخیم)         | ۹۶٫۵                      | ۶۶٫۷                      | ۶٫۷          | ۱٫۳         |
| خونریزی دهندهٔ اولیه  | ۱۰۰                       | ۱۰۰                       | ۰٫۷          | ۱٫۴         |
| خونریزی دهندهٔ ثانویه | ۹۶٫۸                      | ۸۹٫۸                      | ۱٫۷          | ۲٫۰         |

آبله به دو شکل دیده می‌شود. واریولای ماژور شدیدترین و شایع‌ترین شکل آن است، که با بثورات شدیدتر و تب بالاتری همراه است. در واریولای مینور وضعیت کمتر شایعی است، که باعث بیماری با شدت کمتری می‌شود. معمولاً واریولا مینور، با نرخ مرگ و میر ۱٪ یا کمتر همراه است. عفونت‌های تحت بالینی (بدون علامت) با ویروس واریولا مشاهده شد اما شایع نبود. علاوه بر این، شکلی به نام واریولای سینوسی بدون فوران (آبله بدون بثورات پوستی) به‌طور کلی در افراد واکسینه شده مشاهده شد. این شکل با تبی که پس از دوره کمون معمول رخ می‌دهد مشخص می‌شد و تنها با مطالعات آنتی‌بادی یا به ندرت با کشت ویروسی تأیید می‌شد. علاوه بر این، دو نوع بسیار نادر و شدید آبله، بدخیم (مسطح) و هموراژیک وجود داشت که معمولاً کشنده بودند.

## علائم و نشانه‌ها
علائم اولیه مشابه سایر بیماری‌های ویروسی بود که هنوز وجود دارند، مانند آنفولانزا و سرماخوردگی؛ یعنی: تب حداقل ۳۸٫۳ درجه سانتی‌گراد (۱۰۱ درجه فارنهایت)، درد عضلانی، ضعف، سردرد و خستگی. از آنجایی که دستگاه گوارش معمولاً درگیر بود، حالت تهوع، استفراغ و کمردرد اغلب رخ می‌داد. مرحله اولیه پرودرومال معمولاً ۲ تا ۴ روز به طول انجامید. در روزهای ۱۲ تا ۱۵، اولین ضایعات قابل مشاهده - لکه‌های کوچک قرمز رنگ به نام enanthem - روی غشاهای مخاطی دهان، زبان، کام و گلو ظاهر شدند و درجه حرارت تقریباً به حالت طبیعی کاهش یافت. این ضایعات به سرعت بزرگ شده و پاره می‌شوند و مقادیر زیادی ویروس در بزاق آزاد می‌شوند.
ویروس واریولا تمایل داشت به سلول‌های پوست حمله کند و باعث ایجاد جوش‌های مشخصه یا ماکول‌های مرتبط با بیماری شود. ۲۴ تا ۴۸ ساعت پس از ظاهر شدن ضایعات روی غشاهای مخاطی، بثورات روی پوست ایجاد شد. معمولاً لکه‌های پوستی ابتدا روی پیشانی ظاهر می‌شوند، سپس به سرعت به کل صورت، قسمت‌های نزدیک اندام‌ها، تنه و در نهایت به قسمت‌های انتهایی اندام‌ها گسترش می‌یابند. این فرایند بیش از ۲۴ تا ۳۶ ساعت طول نکشید و پس از آن هیچ ضایعه جدیدی ظاهر نشد. در این مرحله، بیماری واریولای ماژور می‌تواند چندین دوره بسیار متفاوت را طی کند، که منجر به چهار نوع بیماری آبله بر اساس طبقه‌بندی رائو شد: آبله معمولی، اصلاح‌شده، بدخیم (یا مسطح)، و آبله خونریزی‌دهنده. از نظر تاریخی، آبله معمولی میزان مرگ و میر کلی حدود ۳۰ درصد داشت و اشکال بدخیم و خونریزی دهنده معمولاً کشنده بودند. شکل اصلاح شده تقریباً هرگز کشنده نبود. در موارد خونریزی دهنده اولیه، خونریزی قبل از ایجاد هر گونه ضایعات پوستی رخ می‌داد. دوره کمون بین انقباض و اولین علائم آشکار بیماری ۷–۱۴ روز بود.

### معمولی

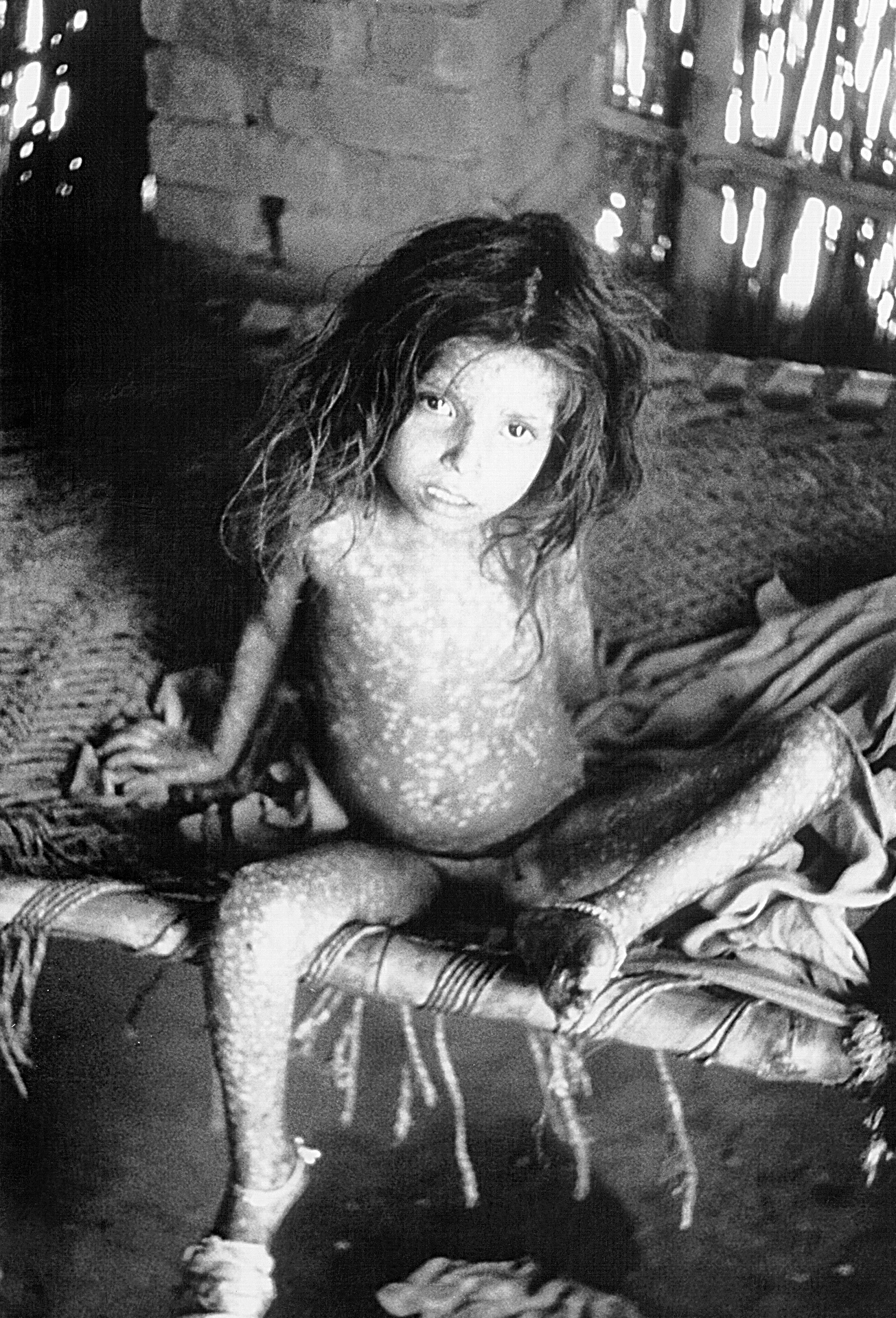
کودکی که به دلیل آبله معمولی (واریولا ماژور) راش نشان می‌دهد

حداقل ۹۰ درصد موارد آبله در افراد واکسینه نشده از نوع معمولی بود. در این شکل از بیماری، در روز دوم بثورات، ماکول‌ها به پاپول‌های برجسته تبدیل شده بودند. در روز سوم یا چهارم، پاپول‌ها با مایع مادی پر شده و تبدیل به وزیکول شدند. این مایع در عرض ۲۴ تا ۴۸ ساعت مات و کدر شد و منجر به ایجاد چرک‌دانه شد.
در روز ششم یا هفتم، تمام ضایعات پوستی تبدیل به چرک‌دانه شدند. بین هفت تا ده روز چرک‌دانه بالغ شده بود و به حداکثر اندازه خود رسیده بود. چرک‌دانه‌ها به شدت بالا آمده بودند، معمولاً گرد، منقبض و در لمس محکم بودند. چرک‌دانه‌ها عمیقاً در درم فرورفته بودند و به آنها احساس یک مهره کوچک در پوست می‌دادند. مایع به آرامی از چرک‌دانه‌ها نشت کرد و در پایان هفته دوم، چرک‌دانه‌ها تخلیه شده و شروع به خشک شدن کردند و پوسته‌ها یا دلمه‌ها را تشکیل دادند. در روز ۱۶ تا ۲۰ پوسته روی تمام ضایعات ایجاد شده بود که شروع به پوسته پوسته شدن کرده بود و جای زخم‌های بدون رنگدانه باقی می‌ماند.
آبله معمولی معمولاً یک بثورات مجزا ایجاد می‌کند که در آن جوش‌ها به‌طور جداگانه روی پوست ظاهر می‌شوند. توزیع بثورات در صورت متراکم‌تر، در اندام‌ها نسبت به تنه، و در قسمت‌های انتهایی اندام‌ها نسبت به قسمت پروگزیمال متراکم‌تر بود. کف دست و کف پا در بیشتر موارد درگیر بود. گاهی اوقات، تاول‌ها به ورقه‌هایی با هم ادغام می‌شوند و راش‌هایی به هم پیوسته ایجاد می‌کنند که شروع به جدا شدن لایه‌های خارجی پوست از گوشت زیرین می‌کند. بیماران مبتلا به آبله همریز اغلب بیمار بودند حتی پس از ایجاد دلمه روی تمام ضایعات. در یک سری موارد، میزان مرگ و میر در آبله همرو ۶۲ درصد بود.

### اصلاح شده

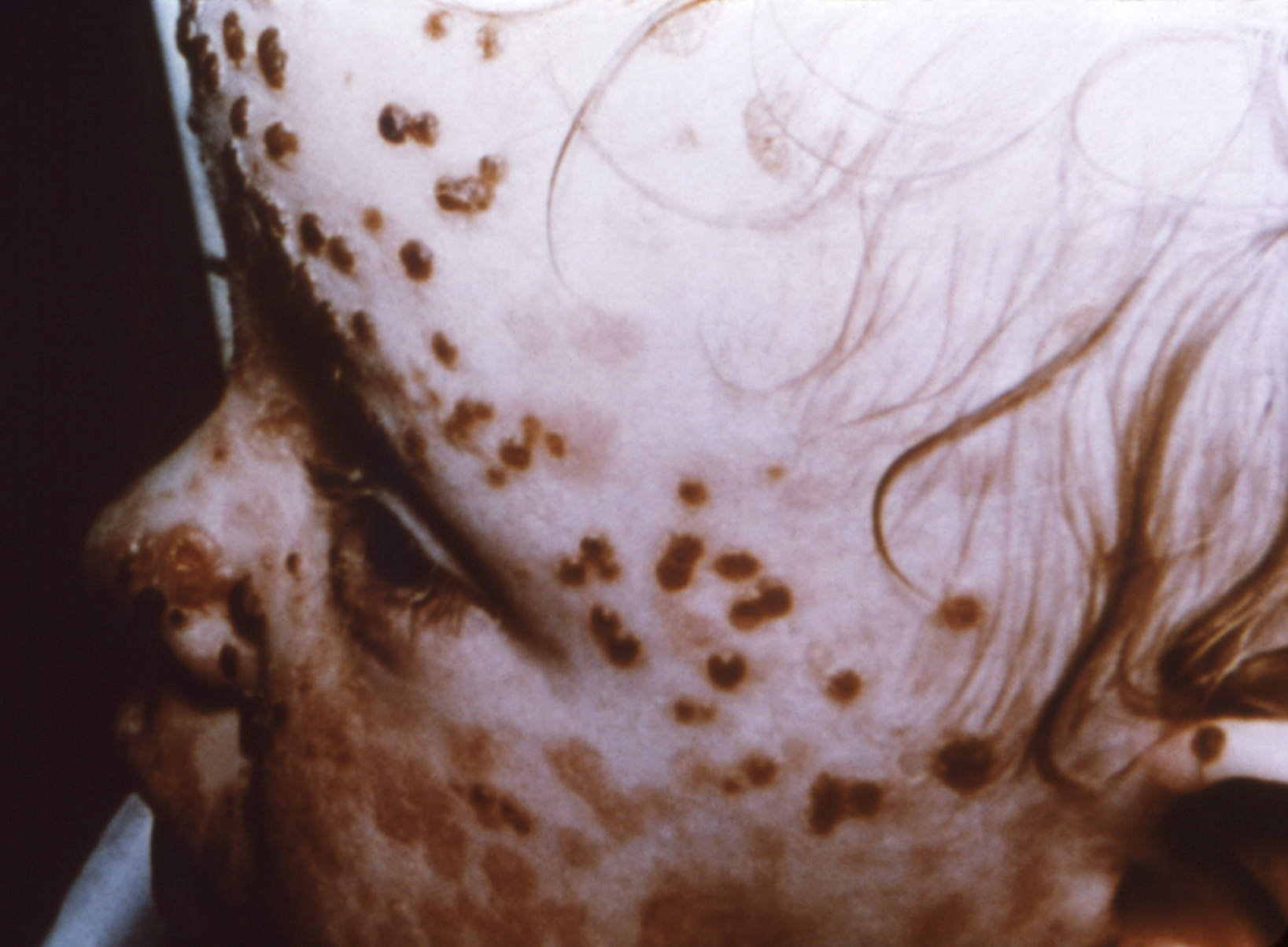
آبله اصلاح شده در یک کودک ۴ ساله واکسینه شده در کاردیف، ولز، ۱۹۶۲

با اشاره به ویژگی فوران و سرعت توسعه آن، آبله اصلاح شده بیشتر در افرادی که قبلاً واکسینه شده بودند رخ داد. در افراد واکسینه نشده نادر بود، با یک مطالعه موردی ۱–۲٪ موارد اصلاح شده در مقایسه با حدود ۲۵٪ در افراد واکسینه شده را نشان داد. در این شکل، بیماری پرودرومال همچنان رخ می‌دهد، اما ممکن است شدت کمتری نسبت به نوع معمولی داشته باشد. معمولاً در طول تکامل بثورات تب وجود نداشت. ضایعات پوستی کمتر و سریع‌تر تکامل می‌یابند، سطحی‌تر بودند و ممکن است ویژگی یکنواخت آبله معمولی را نشان نداده باشند. آبله اصلاح شده به ندرت کشنده بود. این شکل از واریولای ماژور به راحتی با آبله مرغان اشتباه گرفته شد.

### بدخیم

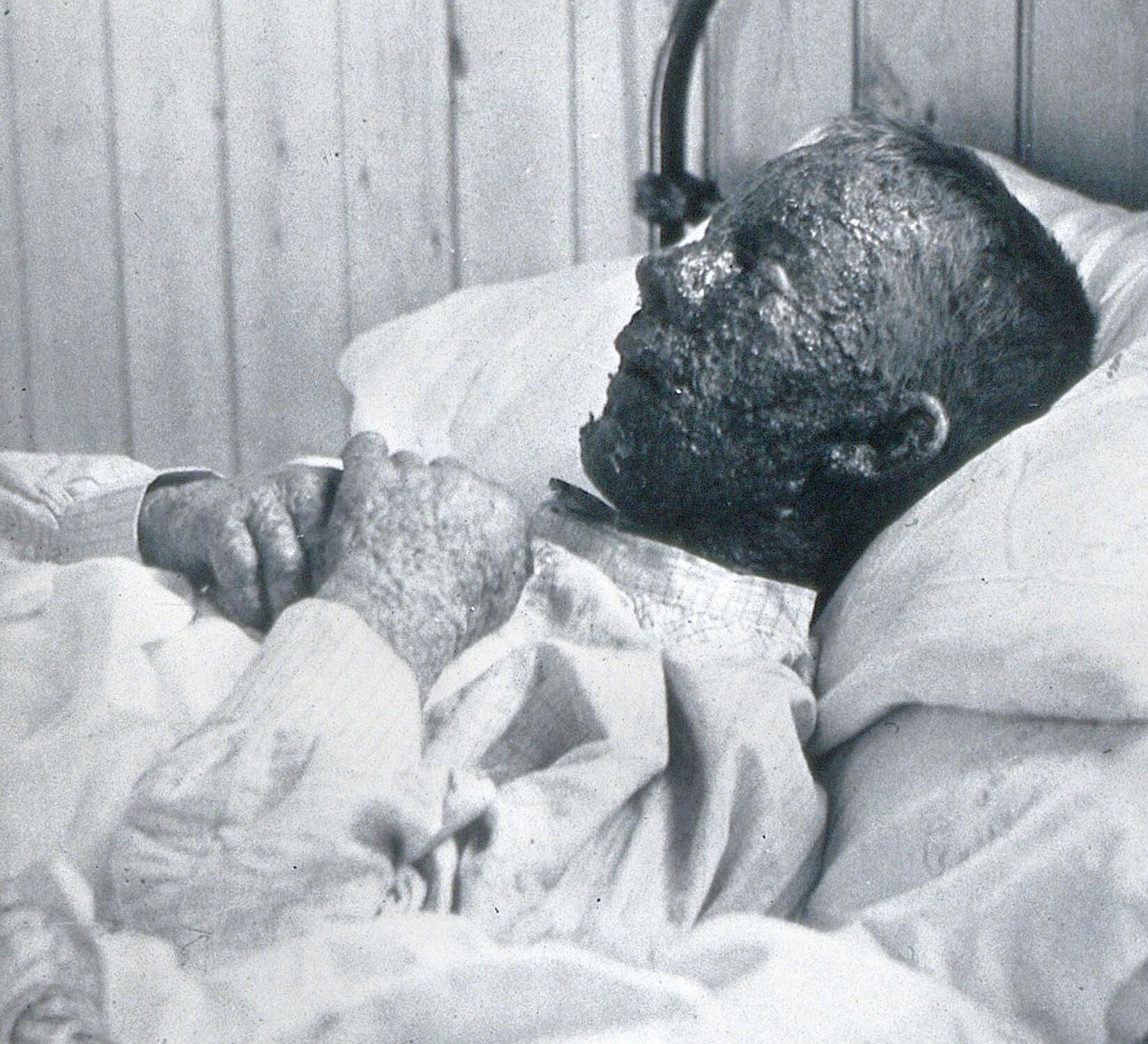
آبله خونریزی دهنده بدخیم در یک نانوا در طی یک اپیدمی در سال ۱۸۹۶ در گلاستر، انگلستان. وی ۸ روز پس از بستری درگذشت.

در آبله نوع بدخیم (که آبله مسطح نیز نامیده می‌شود) ضایعات تقریباً هم سطح با پوست در زمانی که وزیکول‌های برجسته در نوع معمولی تشکیل می‌شدند باقی می‌ماند. ناشناخته است که چرا برخی افراد این نوع را ایجاد کردند. از نظر تاریخی، ۵ تا ۱۰ درصد موارد را تشکیل می‌داد و بیشتر (۷۲ درصد) کودکان بودند. آبله بدخیم با یک فاز پیش‌درومال شدید که ۳ تا ۴ روز طول کشید، تب بالا طولانی‌مدت و علائم شدید ویرمی همراه بود. علائم پرودرومال حتی پس از شروع بثورات نیز ادامه داشت. بثورات روی غشاهای مخاطی (enanthem) گسترده بود. ضایعات پوستی به آهستگی بالغ می‌شدند، معمولاً به هم پیوسته یا نیمه همجوار بودند و در روز هفتم یا هشتم، صاف بودند و به نظر می‌رسیدند که در پوست دفن شده باشند. برخلاف آبله معمولی، وزیکول‌ها حاوی مایع کمی بودند، در لمس نرم و مخملی بودند و ممکن است حاوی خونریزی باشند. آبله بدخیم تقریباً همیشه کشنده بود و مرگ معمولاً بین روز هشتم و دوازدهم بیماری رخ می‌داد. اغلب، یک یا دو روز قبل از مرگ، ضایعات خاکستری مایل به خاکستری می‌شدند که همراه با اتساع شکم، علامت پیش آگهی بدی بود. تصور می‌شود که این شکل به دلیل نقص ایمنی سلولی در برابر آبله ایجاد می‌شود. اگر فرد بهبود می‌یافت، ضایعات به تدریج محو می‌شدند و زخم یا دلمه ایجاد نمی‌کردند.

### هموراژیک (خونریزی دهنده)
آبله هموراژیک شکل شدیدی است که با خونریزی شدید در پوست، غشاهای مخاطی، دستگاه گوارش و احشاء همراه است. این شکل تقریباً در ۲ درصد از عفونت‌ها ایجاد می‌شود و بیشتر در بزرگسالان رخ می‌دهد. معمولاً در آبله هموراژیک پوستول ایجاد نمی‌شود. در عوض، خونریزی در زیر پوست رخ می‌دهد و آن را زغالی و سیاه نشان می‌دهد، از این رو به این شکل از بیماری به عنوان واریس سیاه یا «آبله سیاه» نیز گفته می‌شود.
آبله هموراژیک به ندرت توسط ویروس واریولای مینور ایجاد شده است. در حالی که خونریزی ممکن است در موارد خفیف رخ دهد و بر نتایج تأثیری نداشته باشد، آبله هموراژیک معمولاً کشنده است. به نظر می‌رسد واکسیناسیون هیچ مصونیتی در برابر هر دو شکل آبله خونریزی دهنده ایجاد نمی‌کند و حتی برخی موارد در بین افرادی که مدت کوتاهی قبل مجدداً واکسینه شده بودند رخ داده است. دو شکل دارد.

#### اولیه

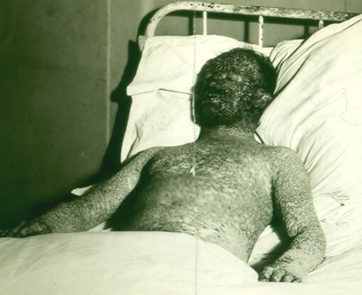
آبله خونریزی دهنده احتمالی در طی یک اپیدمی در سال ۱۹۲۵ در شهر میلواکی ایالت ویسکانسین در یک بیمار که بعداً درگذشت. بیمار به عنوان یک دانشمند مسیحی واکسینه نشده توصیف می‌شود که "فکر می‌کرد که می‌تواند با قدرت ذهن از ابتلا به آبله جلوگیری کند."

شکل اولیه یا برق‌آسای آبله خونریزی‌دهنده (که به آن پورپورا واریولوزا گفته می‌شود) با یک مرحله پیش‌درومال که با تب بالا، سردرد شدید و درد شکمی مشخص می‌شود، شروع می‌شود. پوست تیره و اریتماتوز می‌شود و این به سرعت با ایجاد پتشی و خونریزی در پوست، ملتحمه و غشاهای مخاطی همراه است. مرگ اغلب به‌طور ناگهانی بین روزهای پنجم و هفتم بیماری رخ می‌دهد، زمانی که فقط چند ضایعات پوستی ناچیز وجود دارد. برخی از افراد چند روز بیشتر زنده می‌مانند و در این مدت پوست جدا می‌شود و مایع زیر آن جمع می‌شود و با کوچک‌ترین آسیبی پاره می‌شود. مردم معمولاً تا زمان مرگ یا اندکی قبل از آن هوشیار هستند. کالبد شکافی پتشی و خونریزی در طحال، کلیه، غشاهای سروزی، ماهیچه‌های اسکلتی، پریکارد، کبد، غدد جنسی و مثانه را نشان می‌دهد. از نظر تاریخی، این بیماری اغلب به اشتباه تشخیص داده می‌شد و تشخیص صحیح تنها در کالبد شکافی انجام می‌شد. احتمال بروز این شکل در زنان باردار بیشتر از جمعیت عمومی است (تقریباً ۱۶٪ موارد در زنان باردار واکسینه نشده آبله خونریزی دهنده اولیه بود، در مقابل تقریباً ۱٪ در زنان غیرباردار و مردان بالغ). میزان مرگ و میر موارد آبله خونریزی دهنده اولیه به ۱۰۰٪ نزدیک می‌شود.

#### ثانویه
نوع دیگری از آبله خونریزی دهنده نیز وجود دارد که آبله خونریزی دهنده دیررس یا variolosa pustula hemorrhagica گفته می‌شود. پرودروم شدید و شبیه به آنچه در آبله خونریزی دهنده اولیه مشاهده می‌شود، است و تب در طول دوره بیماری ادامه دارد. خونریزی در اوایل دوره فوران ظاهر می‌شود (اما دیرتر از آنچه در پورپورا واریلوزا مشاهده می‌شود)، و بثورات اغلب صاف هستند و از مرحله تاولی فراتر نمی‌روند. به نظر می‌رسد خونریزی در غشاهای مخاطی کمتر از شکل خونریزی دهنده اولیه رخ می‌دهد. گاهی اوقات بثورات جوش‌هایی را تشکیل می‌دهند که در پایه خونریزی می‌کنند و سپس مانند آبله معمولی انجام می‌شوند. این شکل از بیماری با کاهش در تمام عناصر آبشار انعقادی و افزایش آنتی ترومبین در گردش مشخص می‌شود. این شکل از آبله بین ۳ تا ۲۵ درصد موارد کشنده، بسته به قدرت بیماری گونه آبله رخ می‌دهد. اکثر افراد مبتلا به این فرم در مراحل پایانی در عرض هشت تا ۱۰ روز پس از بیماری می‌میرند. در میان معدود افرادی که بهبود می‌یابند، ضایعات هموراژیک به تدریج پس از دوره نقاهت طولانی ناپدید می‌شوند. میزان مرگ و میر برای آبله هموراژیک دیررس حدود ۹۰ تا ۹۵ درصد است. زنان باردار اندکی بیشتر احتمال دارد که این شکل از بیماری را تجربه کنند، البته نه به اندازه آبله هموراژیک اولیه.

## علت
آبله در اثر عفونت با ویروس واریولا، که متعلق به خانواده Poxviridae، زیرخانواده Chordopoxvirinae و جنس Orthopoxvirus است، ایجاد شد.

### سیر تکاملی
تاریخ ظهور آبله مشخص نیست. به احتمال زیاد از یک ویروس جوندگان آفریقایی زمینی بین ۶۸۰۰۰ تا ۱۶۰۰۰ سال پیش تکامل یافته است. گستره وسیع تاریخ‌ها به دلیل سوابق مختلف مورد استفاده برای کالیبره کردن ساعت مولکولی است. یک کلاد سویه‌های واریولای ماژور (شکل بالینی شدیدتر آبله) بود که بین ۴۰۰ تا ۱۶۰۰ سال پیش از آسیا پخش شد. کلاد دوم شامل آلاستریم (یک آبله خفیف فنوتیپی) توصیف شده از قاره‌های آمریکا و جدایه‌هایی از غرب آفریقا بود که از سویه اجدادی بین ۱۴۰۰ تا ۶۳۰۰ سال قبل از حال جدا شده بودند. این کلاد حداقل ۸۰۰ سال پیش به دو زیرشاخه منحرف شد.
تخمین دوم جداسازی ویروس واریولا از تئاتراپوکس (یک ویروس ارتوپوکس برخی از جوندگان آفریقایی از جمله ژربیل‌ها) را در ۳۰۰۰ تا ۴۰۰۰ سال پیش قرار داده است. این با شواهد باستان‌شناسی و تاریخی در مورد ظهور آبله به عنوان یک بیماری انسانی که منشأ نسبتاً جدید را نشان می‌دهد مطابقت دارد. اگر نرخ جهش مشابه با ویروس هرپس فرض شود، تاریخ واگرایی ویروس واریولا از تئاتراپوکس ۵۰۰۰۰ سال پیش تخمین زده شده است. در حالی که این با سایر تخمین‌های منتشر شده مطابقت دارد، اما نشان می‌دهد که شواهد باستان‌شناسی و تاریخی بسیار ناقص است. برآوردهای بهتری از میزان جهش در این ویروس‌ها مورد نیاز است.
بررسی سویه ای که از ج. ۱۶۵۰ دریافت که این سویه نسبت به سویه‌های دیگر که در حال حاضر توالی شده‌اند، پایه است. سرعت جهش این ویروس به خوبی توسط یک ساعت مولکولی مدل‌سازی شده است. تنوع گونه‌ها فقط در قرن ۱۸ و ۱۹ رخ داد.

### ویروس‌شناسی
ویروس واریولا بزرگ و آجری شکل است و تقریباً ۳۰۲ تا ۳۵۰ نانومتر در ۲۴۴ تا ۲۷۰ نانومتر است، با یک ژنوم DNA تک رشته‌ای خطی به اندازه ۱۸۶ جفت کیلوباز (kbp) و حاوی یک حلقه سنجاق سر در هر انتها.
چهار ارتوپاکس ویروس در انسان ایجاد عفونت می‌کنند: واریولا، واکسینیا، آبله گاوی و آبله میمون. ویروس واریولا فقط انسان‌ها را در طبیعت آلوده می‌کند، اگرچه نخستی‌ها و سایر حیوانات در یک محیط آزمایشی آلوده شده‌اند. ویروس‌های واکسینیا، آبله گاوی و آبله میمون می‌توانند هم انسان و هم سایر حیوانات را در طبیعت آلوده کنند.
چرخه زندگی ویروس‌های آبله با داشتن اشکال عفونی متعدد، با مکانیسم‌های مختلف ورود به سلول، پیچیده است. ویروس‌های پوکس در بین ویروس‌های DNA انسانی منحصر به فرد هستند زیرا در سیتوپلاسم سلول به جای هسته تکثیر می‌شوند. برای تکثیر، ویروس‌های آبله انواع مختلفی از پروتئین‌های تخصصی تولید می‌کنند که توسط سایر ویروس‌های DNA تولید نمی‌شوند، که مهم‌ترین آنها یک RNA پلیمراز وابسته به DNA وابسته به ویروس است.
ویریون‌های بدون پوشش و بدون پوشش عفونی هستند. پوشش ویروسی از غشاهای گلژی اصلاح شده حاوی پلی پپتیدهای خاص ویروسی از جمله هماگلوتینین ساخته شده است. عفونت با ویروس واریولای ماژور یا ویروس واریولای مینور باعث ایجاد مصونیت در برابر دیگری می‌شود.

### واریولای ماژور
شایع‌ترین شکل عفونی این بیماری توسط سویه ویروس واریولای ماژور ایجاد می‌شود.

### واریولای مینور
ویروس واریولا مینور، که آلاستریم نیز نامیده می‌شود، شکل کمتری از ویروس و بسیار کمتر کشنده بود. اگرچه واریولای مینور دوره نهفتگی و مراحل بیماریزایی مشابه آبله داشت، اعتقاد بر این است که میزان مرگ و میر آن کمتر از ۱٪ در مقایسه با آبله ۳۰٪ است. مانند واریولای ماژور، واریولای مینور از طریق استنشاق ویروس در هوا پخش می‌شود که می‌تواند از طریق تماس چهره به چهره یا از طریق فومیت‌ها رخ دهد. عفونت با ویروس واریولای مینور ایمنی را در برابر ویروس خطرناکتر واریولای ماژور ایجاد کرد.
از آنجایی که واریولای مینور نسبت به آبله یک بیماری ناتوان کننده کمتر بود، افراد بیشتر در حال سرپایی بودند و بنابراین می‌توانستند دیگران را با سرعت بیشتری آلوده کنند. به این ترتیب، واریولای مینور در اوایل قرن بیستم ایالات متحده، بریتانیای کبیر و آفریقای جنوبی را درنوردید و به شکل غالب بیماری در آن مناطق تبدیل شد و در نتیجه نرخ مرگ و میر را به سرعت کاهش داد. همراه با واریولای ماژور، شکل مینور اکنون به‌طور کامل از جهان ریشه کن شده است. آخرین مورد واریولای مینور بومی در یک آشپز سومالیایی به نام علی مائو ماالین در اکتبر ۱۹۷۷ گزارش شد و آبله در ماه مه ۱۹۸۰ رسماً در سراسر جهان ریشه کن شده اعلام شد. واریولای مینور آبله سفید، آبله کافیر، خارش کوبایی، آبله هند غربی، آبله شیر و سودوواریولا نیز نامیده می‌شد.

### ترکیب ژنوم
طول ژنوم ویروس واریولای ماژور حدود ۱۸۶۰۰۰ جفت باز است. این از DNA دو رشته‌ای خطی ساخته شده است و حاوی توالی کد کننده حدود ۲۰۰ ژن است. ژن‌ها معمولاً با هم تداخل ندارند و معمولاً در بلوک‌هایی که به سمت ناحیه انتهایی ژنوم نزدیک‌تر هستند، رخ می‌دهند. توالی کد کننده ناحیه مرکزی ژنوم در بین ارتوپاکس ویروس‌ها بسیار سازگار است و آرایش ژن‌ها در بین کوردوپوکس ویروس‌ها سازگار است.
مرکز ژنوم ویروس واریولا شامل اکثر ژن‌های ضروری ویروسی، از جمله ژن‌های پروتئین‌های ساختاری، تکثیر DNA، رونویسی و سنتز mRNA است. انتهای ژنوم در بین سویه‌ها و گونه‌های ارتوپاکس ویروس‌ها بیشتر متفاوت است. این نواحی حاوی پروتئین‌هایی هستند که سیستم ایمنی میزبان را تعدیل می‌کنند و اساساً مسئول تنوع در حدت در خانواده ارتوپاکس ویروس‌ها هستند. این نواحی انتهایی در ویروس‌های آبله، توالی‌های تکرار انتهایی معکوس (ITR) هستند. این توالی‌ها در دو انتهای ژنوم یکسان هستند، اما جهت‌گیری مخالف دارند، که منجر به این می‌شود که ژنوم یک حلقه پیوسته از DNA باشد. اجزای توالی‌های ITR شامل یک حلقه گیره موی غنی از A/T جفت ناقص پایه، منطقه‌ای تقریباً ۱۰۰ باز است. جفت‌های لازم برای تفکیک DNA کونکاتومری (کشتی از DNA حاوی چندین نسخه از یک توالی)، چند فریم خواندن باز، و توالی‌های کوتاه پشت سر هم تکرار شونده با تعداد و طول‌های مختلف. طول ITRهای poxviridae در گونه‌های مختلف متفاوت است. توالی کد کننده اکثر پروتئین‌های ویروسی در ویروس واریولای ماژور حداقل ۹۰٪ شباهت با ژنوم واکسینیا دارد، یک ویروس مرتبط که برای واکسیناسیون علیه آبله استفاده می‌شود.

### بیان ژن
بیان ژن ویروس واریولا به‌طور کامل در سیتوپلاسم سلول میزبان رخ می‌دهد و در طول عفونت پیشرفت مشخصی را دنبال می‌کند. پس از ورود ویریون عفونی به سلول میزبان، سنتز mRNA ویروسی را می‌توان در عرض ۲۰ دقیقه تشخیص داد. حدود نیمی از ژنوم ویروسی قبل از تکثیر DNA ویروسی رونویسی می‌شود. اولین مجموعه از ژن‌های بیان شده توسط دستگاه‌های ویروسی از قبل موجود بسته‌بندی شده در ویریون آلوده رونویسی می‌شوند. این ژن‌ها فاکتورهای لازم برای سنتز DNA ویروسی و رونویسی مجموعه بعدی ژن‌های بیان شده را رمزگذاری می‌کنند. برخلاف اکثر ویروس‌های DNAدار، تکثیر DNA در ویروس واریولا و سایر ویروس‌های آبله در سیتوپلاسم سلول آلوده صورت می‌گیرد. زمان دقیق تکثیر DNA پس از عفونت یک سلول میزبان در بین poxviridae متفاوت است. نوترکیبی ژنوم در سلول‌های آلوده به‌طور فعال رخ می‌دهد. پس از شروع تکثیر DNA ویروسی، مجموعه‌ای از ژن‌ها برای فاکتورهای رونویسی بیان دیررس ژن کد می‌کنند. محصولات ژن‌های بعدی شامل فاکتورهای رونویسی لازم برای رونویسی ژن‌های اولیه برای ویریون‌های جدید، و همچنین RNA پلیمراز ویروسی و دیگر آنزیم‌های ضروری برای ذرات ویروسی جدید است. سپس این پروتئین‌ها در ویریون‌های عفونی جدیدی که قادر به آلوده کردن سلول‌های دیگر هستند، بسته‌بندی می‌شوند.

### پژوهش
دو نمونه زنده از ویروس واریولای ماژور باقی مانده است، یکی در ایالات متحده در CDC در آتلانتا، و دیگری در مؤسسه Vector در Koltsovo، روسیه. تحقیقات با نمونه‌های ویروس باقی‌مانده به شدت کنترل می‌شود و هر پیشنهاد تحقیقاتی باید توسط WHO و مجمع جهانی بهداشت (WHA) تأیید شود. بیشتر تحقیقات در مورد ویروس‌های آبله با استفاده از ویروس Vaccinia به عنوان ارگانیسم مدل انجام می‌شود. ویروس واکسینیا، که برای واکسیناسیون آبله استفاده می‌شود، به‌عنوان یک ناقل ویروسی برای واکسن‌های بیماری‌های غیرمرتبط نیز در دست تحقیق است.
ژنوم ویروس واریولای ماژور برای اولین بار در دهه ۱۹۹۰ به‌طور کامل توالی یابی شد. توالی کدگذاری کامل به صورت آنلاین در دسترس عموم است. توالی مرجع فعلی برای ویروس واریولای ماژور از سویه‌ای که در سال ۱۹۶۷ در هند در گردش بود، توالی‌یابی شد. علاوه بر این، توالی‌هایی برای نمونه‌هایی از سویه‌های دیگر وجود دارد که در طول کمپین ریشه کنی سازمان بهداشت جهانی جمع‌آوری شده‌اند. یک مرورگر ژنومی برای پایگاه داده کاملی از توالی‌های مشروح ویروس واریولا و سایر ویروس‌های آبله از طریق مرکز منابع بیوانفرماتیک ویروسی در دسترس عموم است.

### مهندسی ژنتیک
WHO در حال حاضر مهندسی ژنتیک ویروس واریولا را ممنوع کرده است. با این حال، در سال ۲۰۰۴، کمیته مشورتی WHO به اجازه ویرایش ژنوم دو نمونه باقی مانده از ویروس واریس ماژور برای افزودن یک ژن نشانگر رای داد. این ژن که GFP یا پروتئین فلورسنت سبز نامیده می‌شود، باعث می‌شود نمونه‌های زنده ویروس در زیر نور فلورسنت سبز بدرخشند. قرار دادن این ژن، که بر حدت ویروس تأثیر نمی‌گذارد، تنها تغییر مجاز ژنوم خواهد بود. کمیته بیان کرد که اصلاح پیشنهادی با آسان‌تر کردن ارزیابی اینکه آیا یک درمان بالقوه در از بین بردن نمونه‌های ویروسی مؤثر است یا خیر، به تحقیق در مورد درمان‌ها کمک می‌کند. این توصیه تنها در صورت تأیید WHA می‌تواند مؤثر باشد. هنگامی که WHA این پیشنهاد را در سال ۲۰۰۵ مورد بحث قرار داد، از رای‌گیری رسمی در مورد این پیشنهاد خودداری کرد، و اظهار داشت که پیشنهادهای تحقیقاتی فردی را یکی یکی بررسی می‌کند. افزودن ژن GFP به ژنوم Vaccinia به‌طور معمول در طول تحقیقات بر روی ویروس Vaccinia انجام می‌شود.

### جنجال‌ها
در دسترس بودن عمومی توالی کامل ویروس واریولا نگرانی‌هایی را در مورد امکان سنتز غیرقانونی ویروس عفونی ایجاد کرده است. Vaccinia، خواهرخواندهٔ ویروس واریولا، در سال ۲۰۰۲ توسط دانشمندان NIH سنتز شد. آنها از روشی استفاده کردند که قبلاً ایجاد شده بود که شامل استفاده از ژنوم ویروسی نوترکیب برای ایجاد یک پلاسمید باکتریایی خودتکثیر شونده بود که ذرات ویروسی تولید می‌کرد.
در سال ۲۰۱۶، گروه دیگری با استفاده از داده‌های توالی در دسترس عموم برای آبله اسب، ویروس آبله اسب را سنتز کردند. محققان استدلال کردند که کار آنها برای ایجاد واکسن ایمن‌تر و مؤثرتر برای آبله مفید خواهد بود، اگرچه یک واکسن مؤثر در حال حاضر موجود است. به نظر می‌رسید که ویروس آبله اسب قبلاً منقرض شده است، که نگرانی در مورد احیای احتمالی واریولای ماژور را برانگیخت و باعث شد دانشمندان دیگر انگیزه‌های آنها را زیر سؤال ببرند. منتقدان متوجه شدند که این گروه به ویژه توانسته است ویروس زنده را در یک بازه زمانی کوتاه با هزینه یا تلاش نسبتاً کمی بازسازی کند. اگرچه سازمان جهانی بهداشت آزمایشگاه‌های منفرد را از سنتز بیش از ۲۰ درصد ژنوم در یک زمان منع می‌کند و خرید قطعات ژنوم آبله تحت نظارت و تنظیم قرار می‌گیرد، گروهی با نیت‌های مخرب می‌توانند از منابع متعدد، ژنوم مصنوعی کامل لازم برای تولید ویروس پایدار را جمع‌آوری کنند.

### انتقال
انتقال از طریق استنشاق ویروس واریولای معلق در هوا رخ می‌دهد، معمولاً قطراتی که از مخاط دهان، بینی یا حلق فرد آلوده بیان می‌شود. این بیماری عمدتاً از طریق تماس طولانی مدت چهره به چهره با یک فرد آلوده، معمولاً در فاصله ۱٫۸ متری (۶ فوت) از فردی به فرد دیگر منتقل می‌شود، اما می‌تواند از طریق تماس مستقیم با مایعات بدن آلوده یا اشیاء آلوده نیز سرایت کند. برخی از عفونت‌های کارگران لباس‌شویی با آبله پس از دست زدن به ملافه‌های آلوده نشان می‌دهد که آبله می‌تواند از طریق تماس مستقیم با اشیاء آلوده (فومایتها) سرایت کند، اما این امر نادر است. به ندرت، آبله توسط ویروسی که در هوا در محیط‌های بسته مانند ساختمان‌ها، اتوبوس‌ها و قطارها حمل می‌شد، پخش می‌شد. ویروس می‌تواند از جفت عبور کند، اما بروز آبله مادرزادی نسبتاً کم بود. آبله در دوره پرودرومال به‌طور قابل توجهی عفونی نبود و ریزش ویروس معمولاً تا ظهور بثورات به تعویق می‌افتاد که اغلب با ضایعات در دهان و حلق همراه بود. ویروس می‌تواند در طول دوره بیماری منتقل شود، اما این اتفاق بیشتر در هفته اول بثورات، زمانی که بیشتر ضایعات پوستی دست نخورده بودند، رخ داد. با ایجاد دلمه روی ضایعات، عفونت در ۷ تا ۱۰ روز کاهش یافت، اما فرد آلوده تا زمانی که آخرین دلمه آبله افتاد، مسری بود.
آبله بسیار مسری بود، اما عموماً آهسته‌تر و کمتر از سایر بیماری‌های ویروسی گسترش یافت. شاید به این دلیل که انتقال نیاز به تماس نزدیک داشت و پس از شروع بثورات رخ می‌داد. میزان کلی عفونت نیز تحت تأثیر کوتاه مدت مرحله عفونی بود. در نواحی معتدل، تعداد عفونت‌های آبله در زمستان و بهار بالاترین میزان بود. در مناطق گرمسیری، تغییرات فصلی کمتر مشهود بود و این بیماری در طول سال وجود داشت. توزیع سنی عفونت‌های آبله به ایمنی اکتسابی بستگی داشت. ایمنی واکسیناسیون با گذشت زمان کاهش یافت و احتمالاً ظرف سی سال از بین رفت. آبله از طریق حشرات یا حیوانات منتقل نمی‌شد و هیچ حالت ناقل بدون علامتی وجود نداشت.

## سازوکار
ویروس واریولا پس از استنشاق به غشاهای مخاطی دهان، گلو و دستگاه تنفسی حمله کرد. از آنجا به غدد لنفاوی منطقه ای مهاجرت کرد و شروع به تکثیر کرد. در مرحله رشد اولیه، به نظر می‌رسید ویروس از سلولی به سلول دیگر حرکت می‌کند، اما در حدود روز دوازدهم، لیز گسترده سلول‌های آلوده رخ داد و ویروس را می‌توان در تعداد زیادی در جریان خون یافت، وضعیتی که به عنوان ویرمی شناخته می‌شود. این منجر به موج دوم تکثیر در طحال، مغز استخوان و غدد لنفاوی شد.

## تشخیص
تعریف بالینی آبله معمولی یک بیماری با شروع حاد تب برابر یا بیشتر از ۳۸٫۳ درجه سانتیگراد (۱۰۱ درجه فارنهایت) است که با بثورات پوستی همراه با وزیکول‌های سفت و عمیق در همان مرحله رشد بدون علائم ظاهری مشخص می‌شود. هنگامی که یک مورد بالینی مشاهده شد، آبله با استفاده از تست‌های آزمایشگاهی تأیید شد.
از نظر میکروسکوپی، ویروس‌های آبله اجسام سیتوپلاسمی مشخصی تولید می‌کنند که مهم‌ترین آنها به نام اجسام گوارنیری شناخته می‌شوند و محل تکثیر ویروس هستند. اجسام گوارنیری به راحتی در بیوپسی‌های پوستی که با هماتوکسیلین و ائوزین رنگ آمیزی شده‌اند شناسایی می‌شوند و به صورت لکه‌های صورتی ظاهر می‌شوند. آنها تقریباً در همه عفونت‌های ویروس آبله یافت می‌شوند، اما عدم وجود اجسام گوارنیری نمی‌تواند برای رد آبله مورد استفاده قرار گیرد. تشخیص عفونت ارتوپاکس ویروس نیز می‌تواند به سرعت با بررسی میکروسکوپی الکترونی مایع چرک‌دانه یا دلمه انجام شود. همه orthopoxviruses ویریون‌های آجری شکل یکسانی را با میکروسکوپ الکترونی نشان می‌دهند. اگر ذراتی با مورفولوژی مشخصه هرپس ویروس دیده شوند، آبله و سایر عفونت‌های ارتوپوکس ویروس را از بین می‌برد.
شناسایی آزمایشگاهی قطعی ویروس واریولا شامل رشد ویروس بر روی غشای کوریوآلانتوئیک (بخشی از جنین مرغ) و بررسی ضایعات پوک حاصل در شرایط دمایی معین بود. سویه‌ها با واکنش زنجیره ای پلیمراز (PCR) و تجزیه و تحلیل پلی مورفیسم طول قطعه محدود (RFLP) مشخص شدند. آزمایش‌های سرولوژیک و سنجش‌های ایمونوسوربنت مرتبط با آنزیم (ELISA)، که ایمونوگلوبولین و آنتی‌ژن اختصاصی ویروس واریولا را اندازه‌گیری می‌کرد، نیز برای کمک به تشخیص عفونت توسعه یافتند.
آبله مرغان در دوران بلافاصله پس از ریشه کنی معمولاً با آبله اشتباه گرفته می‌شد. آبله مرغان و آبله مرغان را می‌توان با چندین روش تشخیص داد. برخلاف آبله، آبله مرغان معمولاً کف دست و پا را درگیر نمی‌کند. علاوه بر این، چروک‌های آبله مرغان به دلیل تغییر در زمان فوران جوش، اندازه‌های متفاوتی دارند: جوش‌های آبله مرغان تقریباً به یک اندازه هستند زیرا اثر ویروسی به‌طور یکنواخت‌تر پیشرفت می‌کند. انواع روش‌های آزمایشگاهی برای تشخیص آبله مرغان در ارزیابی موارد مشکوک به آبله در دسترس بود.

## پیشگیری
اولین روشی که برای پیشگیری از آبله مورد استفاده قرار گرفت، تلقیح با ویروس واریولای مینور (روشی که بعدها پس از معرفی واکسن آبله برای جلوگیری از سردرگمی احتمالی به عنوان واریولاسیون شناخته شد) بود که احتمالاً در هند، آفریقا و چین بسیار قبل از رسیدن این عمل به اروپا رخ داده است. این ایده که تلقیح در هند سرچشمه گرفته است به چالش کشیده شده است، زیرا تعداد کمی از متون پزشکی سانسکریت باستانی فرایند تلقیح را توصیف کرده‌اند. گزارش‌های مربوط به تلقیح آبله در چین را می‌توان در اواخر قرن ۱۰ یافت، و این روش در قرن شانزدهم، در طول سلسله مینگ، به‌طور گسترده انجام شد. در صورت موفقیت‌آمیز بودن، تلقیح ایمنی پایدار در برابر آبله ایجاد می‌کند. از آنجایی که فرد مبتلا به ویروس واریولا بود، ممکن است عفونت شدید ایجاد شود و فرد آبله را به دیگران منتقل کند. واریولاسیون دارای نرخ مرگ و میر ۰٫۵–۲ درصد بود که به‌طور قابل توجهی کمتر از نرخ مرگ و میر ۲۰–۳۰ درصد بیماری بود. دو گزارش در مورد عمل چینی تلقیح توسط انجمن سلطنتی لندن در سال ۱۷۰۰ دریافت شد. یکی توسط دکتر مارتین لیستر که گزارشی توسط یکی از کارمندان شرکت هند شرقی مستقر در چین و دیگری توسط کلوپتون هاورز دریافت کرد.
بانو مری وورتلی مونتاگو در طول اقامت خود در امپراتوری عثمانی، تلقیح آبله را مشاهده کرد، و در نامه‌های خود گزارش‌های مفصلی از این عمل نوشت و پس از بازگشت در سال ۱۷۱۸، با اشتیاق این روش را در انگلستان ترویج کرد. به گفته ولتر (۱۷۴۲)، ترکها استفاده از تلقیح را از همسایه چرکسیه گرفته‌اند. ولتر در مورد اینکه چرکس‌ها تکنیک خود را از کجا گرفته‌اند، حدس نمی‌زند، اگرچه او گزارش می‌دهد که چینی‌ها آن را «در این صد سال» تمرین کرده‌اند. در سال ۱۷۲۱، کاتن ماتر و همکارانش با تلقیح صدها نفر در بوستون جنجال برانگیختند. پس از انتشار روش کنونی تلقیح آبله در سال ۱۷۶۷، دکتر توماس دیمدیل به روسیه دعوت شد تا امپراتور کاترین کبیر روسیه و پسرش، دوک بزرگ پل، را با موفقیت در سال ۱۷۶۸ انجام دهد. در سال ۱۷۹۶، ادوارد جنر، یک پزشک در برکلی، گلوسسترشر، روستایی انگلستان، کشف کرد که ایمنی در برابر آبله را می‌توان با تلقیح یک فرد با مواد حاصل از ضایعه آبله گاوی ایجاد کرد. آبله گاوی یک ویروس آبله از خانواده واریولا است. جنر ماده مورد استفاده برای واکسن تلقیح را از ریشه کلمه vacca نامید که در لاتین به معنای گاو است. این روش بسیار ایمن تر از واریولاسیون بود و خطر انتقال آبله را در برنداشت. واکسیناسیون برای جلوگیری از آبله به زودی در سراسر جهان انجام شد. در قرن نوزدهم، ویروس آبله گاوی که برای واکسیناسیون آبله استفاده می‌شد، با ویروس واکسینیا جایگزین شد. واکسینیا با ویروس آبله گاوی و واریولا هم خانواده است اما از نظر ژنتیکی از هر دو متمایز است. منشأ ویروس واکسینیا و چگونگی پیدایش آن در واکسن مشخص نیست.
فرمول فعلی واکسن آبله یک تهیه ویروس زنده از ویروس واکسینیا عفونی است. واکسن با استفاده از سوزن دو شاخه ای (دو شاخه) که در محلول واکسن فرومی‌رود، تزریق می‌شود. از سوزن برای سوراخ کردن پوست (معمولاً بالای بازو) در عرض چند ثانیه چندین بار استفاده می‌شود. در صورت موفقیت‌آمیز بودن، یک برآمدگی قرمز و خارش دار در محل واکسن طی سه یا چهار روز ایجاد می‌شود. در هفته اول، برجستگی تبدیل به یک تاول بزرگ (به نام "وزیکول جنری") می‌شود که با چرک پر شده و شروع به تخلیه می‌کند. در هفته دوم، تاول شروع به خشک شدن می‌کند و دلمه ایجاد می‌شود. دلمه در هفته سوم می‌افتد و زخم کوچکی بر جای می‌گذارد.
آنتی‌بادی‌های القا شده توسط واکسن واکسینیا برای سایر ارتوپاکس ویروس‌ها مانند ویروس‌های آبله میمون، آبله گاوی و واریولا (آبله) محافظت متقابل دارند. آنتی‌بادی‌های خنثی کننده ۱۰ روز پس از اولین بار واکسیناسیون و هفت روز پس از واکسیناسیون مجدد قابل تشخیص هستند. از نظر تاریخی، این واکسن در پیشگیری از عفونت آبله در ۹۵ درصد از واکسینه‌شدگان مؤثر بوده است. واکسیناسیون آبله سطح بالایی از ایمنی را برای سه تا پنج سال ایجاد می‌کند و پس از آن ایمنی را کاهش می‌دهد. اگر فرد بعداً دوباره واکسینه شود، مصونیت حتی بیشتر طول می‌کشد. مطالعات موارد آبله در اروپا در دهه ۱۹۵۰ و ۱۹۶۰ نشان داد که میزان مرگ و میر در میان افرادی که کمتر از ۱۰ سال قبل از قرار گرفتن در معرض واکسینه شده بودند ۱٫۳ درصد بود. ۷ درصد در بین کسانی که ۱۱ تا ۲۰ سال قبل واکسینه شده بودند و ۱۱ درصد در بین کسانی که ۲۰ سال یا بیشتر قبل از عفونت واکسینه شده بودند، بود. در مقابل، ۵۲ درصد از افراد واکسینه نشده جان خود را از دست دادند.
عوارض جانبی و خطراتی در ارتباط با واکسن آبله وجود دارد. در گذشته، حدود ۱ نفر از هر ۱۰۰۰ نفری که برای اولین بار واکسینه شده بودند، واکنش‌های جدی، اما غیر تهدید کننده زندگی، از جمله واکنش سمی یا آلرژیک در محل واکسیناسیون (اریتم مولتی فرم)، انتشار ویروس واکسینیا به سایرین را تجربه کردند. قسمت‌هایی از بدن، و به افراد دیگر سرایت می‌کند. واکنش‌های بالقوه تهدید کننده زندگی در ۱۴ تا ۵۰۰ نفر از هر ۱ میلیون نفری که برای اولین بار واکسینه شده بودند رخ داد. بر اساس تجربیات گذشته، تخمین زده می‌شود که از هر یک میلیون نفر (۰٫۰۰۰۱۹۸ درصد) ۱ یا ۲ نفر که واکسن را دریافت می‌کنند، ممکن است در نتیجه جان خود را از دست بدهند، که اغلب در نتیجه آنسفالیت پس از واکسن یا نکروز شدید در ناحیه واکسیناسیون (به نام واکسن پیشرونده) است.
با توجه به این خطرات، از آنجایی که آبله به‌طور مؤثر ریشه کن شد و تعداد موارد طبیعی از تعداد بیماری‌ها و مرگ و میر ناشی از واکسن کمتر شد، واکسیناسیون معمول کودکان در سال ۱۹۷۲ در ایالات متحده متوقف شد و در اوایل دهه ۱۹۷۰ در اکثر کشورهای اروپایی کنار گذاشته شد. واکسیناسیون معمول کارکنان مراقبت‌های بهداشتی در ایالات متحده در سال ۱۹۷۶ و در میان سربازان استخدام شده در سال ۱۹۹۰ متوقف شد (اگرچه پرسنل نظامی مستقر در خاورمیانه و کره هنوز واکسیناسیون را دریافت می‌کنند). تا سال ۱۹۸۶، واکسیناسیون معمول در همه کشورها متوقف شد. در حال حاضر در درجه اول برای کارگران آزمایشگاهی که در معرض خطر قرار گرفتن در معرض شغلی هستند توصیه می‌شود. با این حال، احتمال استفاده از ویروس واریولا به عنوان یک سلاح بیولوژیکی، علاقه به توسعه واکسن‌های جدیدتر را دوباره برانگیخته است. واکسن آبله نیز در پیشگیری از آبله میمون مؤثر است و بنابراین برای آن تجویز می‌شود.

## درمان
واکسیناسیون آبله طی سه روز پس از قرار گرفتن در معرض، از شدت علائم آبله در اکثریت قریب به اتفاق افراد جلوگیری می‌کند یا به‌طور قابل توجهی کاهش می‌دهد. واکسیناسیون چهار تا هفت روز پس از قرار گرفتن در معرض می‌تواند محافظت در برابر بیماری باشد یا ممکن است شدت بیماری را تغییر دهد. به غیر از واکسیناسیون، درمان آبله در درجه اول حمایتی است، مانند مراقبت از زخم و کنترل عفونت، مایع درمانی و کمک احتمالی ونتیلاتور. انواع صاف و هموراژیک آبله با همان روش‌های درمانی مورد استفاده برای درمان شوک، مانند احیای مایع، درمان می‌شوند. افراد مبتلا به انواع نیمه همجوار و متقابل آبله ممکن است مشکلات درمانی مشابه بیماران با سوختگی‌های گسترده پوستی داشته باشند.
در ژوئیه ۲۰۱۸، سازمان غذا و داروی تکوویریمات، اولین داروی مورد تأیید برای درمان آبله را تأیید کرد. درمان‌های ضد ویروسی از آخرین اپیدمی‌های بزرگ آبله بهبود یافته‌اند و مطالعات نشان می‌دهد که داروی ضد ویروسی سیدوفوویر ممکن است به عنوان یک عامل درمانی مفید باشد. این دارو باید به صورت داخل وریدی تجویز شود و ممکن است باعث مسمومیت جدی کلیه شود.
ACAM2000 یک واکسن آبله است که توسط Acambis ساخته شده است. این دارو برای استفاده در ایالات متحده توسط FDA ایالات متحده در ۳۱ اوت ۲۰۰۷ تأیید شد. حاوی ویروس واکسینیا زنده است که از همان سویه استفاده شده در واکسن قبلی، Dryvax، شبیه‌سازی شده است. در حالی که ویروس Dryvax در پوست گوساله‌ها کشت داده شد و در انجماد خشک شد، ویروس ACAM2000s در سلول‌های اپیتلیال کلیه (سلول‌های Vero) از یک میمون سبز آفریقایی کشت می‌شود. اثربخشی و بروز واکنش‌های جانبی مشابه Dryvax است. این واکسن به‌طور معمول در دسترس عموم مردم ایالات متحده نیست. با این حال، در ارتش استفاده می‌شود و در انبار استراتژیک ملی نگهداری می‌شود.
در ژوئن ۲۰۲۱، برینسیدوفوویر برای استفاده پزشکی در ایالات متحده برای درمان بیماری آبله انسانی ناشی از ویروس واریولا تأیید شد.

## پیش‌آگهی
میزان مرگ و میر ناشی از واریولای مینور تقریباً ۱٪ است در حالی که میزان مرگ و میر ناشی از واریولای ماژور تقریباً ۳۰٪ است.
آبراهه معمولی در حدود ۵۰ تا ۷۵ درصد مواقع کشنده است، نوع معمولی نیمه همجوار در ۲۵ تا ۵۰ درصد مواقع کشنده است، در مواردی که بثورات گسسته هستند، میزان مرگ و میر کمتر از ۱۰ درصد است. میزان کلی مرگ و میر برای کودکان زیر ۱ سال ۴۰ تا ۵۰ درصد است. انواع هموراژیک و تخت بیشترین میزان مرگ و میر را دارند. میزان مرگ و میر برای آبله نوع هموراژیک صاف یا دیررس ۹۰٪ یا بیشتر است و تقریباً ۱۰۰٪ در موارد آبله خونریزی دهنده اولیه مشاهده می‌شود. میزان مرگ و میر برای واریولای مینور ۱٪ یا کمتر است. شواهدی مبنی بر عفونت مزمن یا عود کننده با ویروس واریولا وجود ندارد. در موارد آبله صاف در افراد واکسینه شده، این وضعیت بسیار نادر اما کمتر کشنده بود، با یک سری از موارد میزان مرگ و میر ۶۶٫۷٪ را نشان داد.
در موارد کشنده آبله معمولی، مرگ معمولاً بین روزهای ۱۰–۱۶ بیماری رخ می‌دهد. علت مرگ بر اثر آبله مشخص نیست، اما اکنون مشخص شده است که عفونت چندین اندام را درگیر کرده است. کمپلکس‌های ایمنی در گردش، ویرمی شدید، یا یک پاسخ ایمنی کنترل نشده ممکن است از عوامل کمک کننده باشند. در آبله هموراژیک اولیه، مرگ به‌طور ناگهانی حدود شش روز پس از ایجاد تب اتفاق می‌افتد. علت مرگ در موارد هموراژیک اولیه معمولاً به دلیل نارسایی قلبی و ادم ریوی است. در موارد هموراژیک دیررس، ویرمی بالا و پایدار، از دست دادن شدید پلاکت‌ها و پاسخ ایمنی ضعیف اغلب به عنوان علل مرگ ذکر شد. در آبله مسطح، حالت‌های مرگ مانند سوختگی‌ها، با از دست دادن مایعات، پروتئین و الکترولیت‌ها و سپسیس سوزان‌دهنده است.

### عوارض
عوارض آبله بیشتر در سیستم تنفسی ایجاد می‌شود و از برونشیت ساده تا ذات الریه کشنده متغیر است. عوارض تنفسی تقریباً در روز هشتم بیماری ایجاد می‌شود و می‌تواند منشأ ویروسی یا باکتریایی داشته باشد. عفونت باکتریایی ثانویه پوست یک عارضه نسبتاً غیر معمول آبله است. هنگامی که این اتفاق می‌افتد، تب معمولاً بالا باقی می‌ماند.
سایر عوارض شامل آنسفالیت (۱ در ۵۰۰ بیمار) است که در بزرگسالان شایع تر است و ممکن است باعث ناتوانی موقت شود. اسکارهای دائمی حفره دار، به ویژه در صورت؛ و عوارض مربوط به چشم (۲٪ از کل موارد). چرک‌دانه‌ها می‌توانند روی پلک، ملتحمه و قرنیه ایجاد شوند که منجر به عوارضی مانند ورم ملتحمه، کراتیت، زخم قرنیه، عنبیه، ایریدوسیکلیت و آتروفی عصب بینایی می‌شود. نابینایی تقریباً در ۳۵ تا ۴۰ درصد از چشم‌ها به کراتیت و زخم قرنیه منجر می‌شود. آبله هموراژیک می‌تواند باعث خونریزی زیر ملتحمه و شبکیه شود. در ۲ تا ۵ درصد کودکان خردسال مبتلا به آبله، ویریون‌ها به مفاصل و استخوان می‌رسند و باعث استئومیلیت واریولوزا می‌شوند. ضایعات استخوانی متقارن هستند و بیشتر در آرنج‌ها، پاها شایع هستند و مشخصاً باعث جدا شدن اپی فیز و واکنش‌های پریوستی مشخص می‌شوند. مفاصل متورم حرکات را محدود می‌کنند و آرتریت ممکن است منجر به بدشکلی اندام، انکیلوز، استخوان‌های ناقص، مفاصل ورقه‌دار، و انگشتان دست شود.
بین ۶۵ تا ۸۰ درصد از بازماندگان با اسکارهای عمیق حفره‌ای (پاک‌مارک) مشخص می‌شوند که برجسته‌ترین آنها در صورت است.

## تاریخچه
اولین شواهد بالینی معتبر آبله در توصیف بیماری آبله مانند در نوشته‌های پزشکی از هند باستان (در اوایل ۱۵۰۰ قبل از میلاد)، و چین (۱۱۲۲ قبل از میلاد)، و همچنین یافت می‌شود. مطالعه مومیایی مصری رامسس پنجم، که بیش از ۳۰۰۰ سال پیش (۱۱۴۵ قبل از میلاد) درگذشت. حدس زده شده است که تاجران مصری آبله را در هزاره اول قبل از میلاد به هند آوردند، جایی که حداقل ۲۰۰۰ سال به عنوان یک بیماری بومی انسانی باقی ماند. آبله احتمالاً در قرن اول میلادی از جنوب غربی به چین وارد شد و در قرن ششم از چین به ژاپن منتقل شد. در ژاپن، اپیدمی ۷۳۵–۷۳۷ اعتقاد بر این است که یک سوم جمعیت را کشته است. حداقل هفت خدای مذهبی به‌طور خاص به آبله اختصاص داده شده‌اند، مانند خدای سوپونا در آیین یوروبا در غرب آفریقا. در هند، الهه هندو آبله، شیتالا، در معابد سراسر کشور پرستش می‌شد.
دیدگاه متفاوت این است که آبله در سال ۱۵۸۸ میلادی ظاهر شد و موارد گزارش شده قبلی به اشتباه به عنوان آبله شناسایی شدند.
زمان ورود آبله به اروپا و آسیای جنوب غربی کمتر مشخص است. آبله در عهد عتیق یا جدید کتاب مقدس یا در ادبیات یونانی یا رومی به وضوح توصیف نشده است. در حالی که برخی طاعون آتن را - که گفته می‌شد منشأ آن در «اتیوپی» و مصر بوده است - یا طاعونی که محاصره سیراکوز توسط کارتاژ در سال ۳۹۶ پیش از میلاد را برطرف کرد - با آبله شناسایی کرده‌اند، بسیاری از محققان معتقدند که احتمال وجود چنین جدی بسیار کم است. اگر بقراط در طول زندگی او در منطقه مدیترانه وجود داشت، بیماری به عنوان واریولای ماژور از توصیف آن در امان بود.
در حالی که طاعون آنتونین که در امپراتوری روم در ۱۶۵ تا ۱۸۰ بعد از میلاد درگرفت، ممکن است ناشی از آبله باشد، سنت نیکاسیوس ریمز به دلیل اینکه ظاهراً از یک مبارزه در سال ۴۵۰ جان سالم به در برده بود، قدیس حامی قربانیان آبله شد، و سنت. گرگوری تورز شیوع مشابهی را در فرانسه و ایتالیا در سال ۵۸۰ ثبت کرد، اولین استفاده از اصطلاح واریولا. مورخان دیگر حدس می‌زنند که ارتش‌های عرب برای اولین بار آبله را از آفریقا به اروپای جنوب غربی در طول قرن‌های ۷ و ۸ حمل کردند. در قرن نهم، پزشک ایرانی، رازس، یکی از قطعی‌ترین توصیفات آبله را ارائه کرد و اولین کسی بود که آبله را از سرخک و آبله مرغان در کتاب فی الجدری و الحسبه خود (کتاب آبله و سرخک) تشخیص داد. در طول قرون وسطی چندین شیوع آبله در اروپا رخ داد. با این حال، آبله در آنجا مستقر نشده بود تا زمانی که رشد جمعیت و تحرک مشخص شده توسط جنگ‌های صلیبی به آن اجازه انجام این کار را داد. در قرن شانزدهم، آبله در بیشتر اروپا نفوذ کرده بود، جایی که میزان مرگ و میر آن به ۳۰ درصد می‌رسید. این رخداد بومی آبله در اروپا از اهمیت تاریخی خاصی برخوردار است، زیرا اکتشافات و استعمار پی در پی توسط اروپایی‌ها باعث گسترش بیماری به سایر ملل می‌شود. در قرن شانزدهم، آبله یکی از علل اصلی بیماری و مرگ و میر در بسیاری از نقاط جهان شده بود.
هیچ توصیف معتبری از بیماری آبله مانند در قاره آمریکا قبل از اکتشافات اروپاییان در قرن ۱۵ میلادی به سمت غرب وجود نداشت. آبله در سال ۱۵۰۷ به جزیره هیسپانیولا در دریای کارائیب و در سال ۱۵۲۰، زمانی که مهاجران اسپانیایی از هیسپانیولا به مکزیک رسیدند و به‌طور ناخواسته آبله را با خود حمل کردند، وارد سرزمین اصلی شد. از آنجایی که مردم بومی آمریکا در برابر این بیماری جدید مصونیت اکتسابی نداشتند، مردم آن‌ها در اثر اپیدمی‌ها نابود شدند. چنین اختلالات و تلفات جمعیت عامل مهمی در فتح آزتک‌ها و اینکاها توسط اسپانیا بود. به‌طور مشابه، سکونت انگلیسی در سواحل شرقی آمریکای شمالی در سال ۱۶۳۳ در پلیموث، ماساچوست با شیوع ویرانگر آبله در میان بومیان آمریکا، و متعاقباً در میان مستعمره‌نشینان بومی همراه بود. میزان مرگ و میر موارد در طول شیوع بیماری در جمعیت بومی آمریکا تا ۹۰ درصد بود. آبله در سال ۱۷۸۹ و مجدداً در سال ۱۸۲۹ به استرالیا معرفی شد، اگرچه جراحان استعماری که تا سال ۱۸۲۹ در تلاش بودند بین آبله مرغان و آبله مرغان (که تقریباً به همان اندازه برای بومیان کشنده باشد) تمایز قائل شوند، در مورد اینکه آیا ۱۸۲۹–۱۸۳۰ اپیدمی آبله مرغان یا آبله بود. اگرچه آبله هرگز در این قاره بومی نبود، به عنوان عامل اصلی مرگ و میر در جمعیت بومی بین سال‌های ۱۷۸۰ و ۱۸۷۰ توصیف شده است.
در اواسط قرن هجدهم، آبله یک بیماری بومی عمده در همه جای دنیا بود، به جز استرالیا و جزایر کوچکی که توسط اکتشافات خارجی دست نخورده بودند. در اروپای قرن هجدهم، آبله یکی از علل اصلی مرگ و میر بود که هر سال حدود ۴۰۰۰۰۰ اروپایی را می‌کشد. هر سال تا ۱۰ درصد از نوزادان سوئدی بر اثر آبله جان خود را از دست می‌دادند، و نرخ مرگ و میر نوزادان در روسیه ممکن بود حتی بیشتر باشد. استفاده گسترده از تنوع در چند کشور، به ویژه بریتانیای کبیر، مستعمرات آن در آمریکای شمالی، و چین، تا حدودی تأثیر آبله را در میان طبقات ثروتمند در اواخر قرن هجدهم کاهش داد، اما کاهش واقعی در بروز آن انجام نشد. تا زمانی که واکسیناسیون در اواخر قرن نوزدهم به یک روش معمول تبدیل شد، رخ داد. بهبود واکسن‌ها و عمل واکسیناسیون مجدد منجر به کاهش قابل توجه موارد در اروپا و آمریکای شمالی شد، اما آبله تقریباً در همه جای دنیا کنترل نشده باقی ماند. در اواسط قرن بیستم، واریولای مینور همراه با واریولای ماژور، به نسبت‌های مختلف، در بسیاری از مناطق آفریقا رخ داد. بیماران مبتلا به واریولای مینور فقط یک بیماری سیستمیک خفیف را تجربه می‌کنند، اغلب در طول دوره بیماری سرپایی هستند و بنابراین می‌توانند به راحتی بیماری را گسترش دهند. عفونت با ویروس واریولای مینور باعث ایجاد ایمنی در برابر شکل مرگبارتر واریولای ماژور می‌شود؛ بنابراین، با گسترش واریولای مینور در سراسر ایالات متحده، به کانادا، کشورهای آمریکای جنوبی و بریتانیای کبیر، به شکل غالب آبله تبدیل شد و نرخ مرگ و میر را بیشتر کاهش داد.

### ریشه کنی
اولین اشاره واضح به تلقیح آبله توسط نویسنده چینی Wan Quan (1499-1582) در Dòuzhěn xīnfǎ (痘疹心法) منتشر شده در سال ۱۵۴۹، با اولین اشارات از این عمل در چین در طول قرن ۱۰ انجام شد. در چین، پوسته‌های آبله پودری بینی افراد سالم را منفجر کردند. پس از آن افراد به یک مورد خفیف از این بیماری مبتلا می‌شدند و از آن به بعد در برابر آن مصون بودند. این تکنیک نرخ مرگ و میر ۰٫۵–۲٫۰٪ داشت، اما این میزان به‌طور قابل توجهی کمتر از میزان مرگ و میر ۲۰–۳۰٪ خود بیماری بود. دو گزارش در مورد عمل چینی تلقیح توسط انجمن سلطنتی لندن در سال ۱۷۰۰ دریافت شد. یکی توسط دکتر مارتین لیستر که گزارشی توسط یکی از کارمندان شرکت هند شرقی مستقر در چین و دیگری توسط کلوپتون هاورز دریافت کرد. ولتر (۱۷۴۲) گزارش می‌دهد که چینی‌ها در این صد سال تلقیح آبله را انجام داده‌اند. بانو مری وورتلی مونتاگو، که بعداً آن را در بریتانیا معرفی کرد، در ترکیه شاهد تنوع بود.
اشاره اولیه به احتمال ریشه‌کنی آبله با اشاره به کار جانی مفاهیم، یک تلقیح خودآموخته از شتلند، اسکاتلند بود. ایده‌ها در درمان افراد حداقل از اواخر دهه ۱۷۸۰ از طریق روشی که توسط خودش ابداع شده بود، با وجود نداشتن سابقه پزشکی رسمی، موفقیت‌آمیز بود. روش او شامل قرار دادن چرک آبله در معرض دود زغال‌سنگ نارس، دفن آن در زمین با کافور تا ۸ سال، و سپس وارد کردن ماده به پوست فرد با استفاده از چاقو و پوشاندن محل برش با برگ کلم بود. او شهرت داشت که حتی یک بیمار را از دست نداده است. آرتور ادمونستون، در نوشته‌هایی در مورد تکنیک مفاهیم که در سال ۱۸۰۹ منتشر شد، اظهار داشت: «اگر هر تمرین‌کننده‌ای به اندازه او در این بیماری موفق بود، ممکن بود آبله کوچک از روی زمین بیرون رانده شود، بدون اینکه به بدن آسیب برساند. نظام، یا ترک هر گونه شک و شبهه در حقیقت».
پزشک انگلیسی ادوارد جنر در سال ۱۷۹۶ کارایی آبله گاوی را برای محافظت از انسان در برابر آبله نشان داد و پس از آن تلاش‌های مختلفی برای از بین بردن آبله در مقیاس منطقه ای انجام شد. در روسیه در سال ۱۷۹۶، اولین کودکی که این درمان را دریافت کرد، توسط کاترین کبیر به نام «واکسینوف» اعطا شد و با هزینه ملت آموزش دید.
معرفی واکسن به دنیای جدید در ترینیتی، نیوفاندلند در سال ۱۸۰۰ توسط دکتر جان کلینچ، دوست دوران کودکی و همکار پزشکی جنر انجام شد. در اوایل سال ۱۸۰۳، تاج اسپانیا اکسپدیشن Balmis را برای انتقال واکسن به مستعمرات اسپانیایی در قاره آمریکا و فیلیپین ترتیب داد و برنامه‌های واکسیناسیون انبوه را در آنجا ایجاد کرد. کنگره ایالات متحده قانون واکسن سال ۱۸۱۳ را تصویب کرد تا اطمینان حاصل شود که واکسن ایمن آبله در دسترس عموم مردم آمریکا باشد. در حدود سال ۱۸۱۷، یک برنامه واکسیناسیون دولتی قوی در هند شرقی هلند وجود داشت.
در ۲۶ اوت ۱۸۰۷، باواریا اولین کشور در جهان بود که واکسیناسیون اجباری را معرفی کرد. بادن در سال ۱۸۰۹، پروس در سال ۱۸۱۵، وورتمبرگ در سال ۱۸۱۸، سوئد در سال ۱۸۱۶ و امپراتوری آلمان در سال ۱۸۷۴ از طریق قانون واکسیناسیون رایش دنبال شدند. در سوئد لوتری، روحانیت پروتستان نقش پیشگامی در واکسیناسیون داوطلبانه آبله در اوایل سال ۱۸۰۰ ایفا کرد. اولین واکسیناسیون در سال ۱۸۰۱ در لیختن اشتاین انجام شد و از سال ۱۸۱۲ واکسیناسیون اجباری شد.
در هند بریتانیا، برنامه ای برای انتشار واکسیناسیون آبله، از طریق واکسیناتورهای هندی، تحت نظارت مقامات اروپایی راه اندازی شد. با این وجود، تلاش‌های بریتانیایی برای واکسیناسیون در هند، و به‌ویژه در برمه، به دلیل ترجیح بومی‌ها برای تلقیح و بی‌اعتمادی به واکسیناسیون، علی‌رغم قوانین سخت‌گیرانه، بهبود کارایی محلی واکسن و نگهدارنده واکسن، و تلاش‌های آموزشی با مشکل مواجه شد. در سال ۱۸۳۲، دولت فدرال ایالات متحده یک برنامه واکسیناسیون آبله را برای بومیان آمریکایی ایجاد کرد. در سال ۱۸۴۲، انگلستان تلقیح را ممنوع کرد و بعداً به واکسیناسیون اجباری تبدیل شد. دولت بریتانیا واکسیناسیون اجباری آبله را با قانون پارلمان در سال ۱۸۵۳ معرفی کرد.
در ایالات متحده، از ۱۸۴۳ تا ۱۸۵۵، ابتدا ماساچوست و سپس سایر ایالت‌ها نیاز به واکسیناسیون آبله داشتند. اگرچه برخی از این اقدامات بدشان می‌آمد، تلاش‌های هماهنگ علیه آبله ادامه یافت و این بیماری در کشورهای ثروتمند رو به کاهش بود. در اروپای شمالی تعدادی از کشورها تا سال ۱۹۰۰ آبله را از بین بردند و تا سال ۱۹۱۴، میزان بروز آن در اکثر کشورهای صنعتی به سطوح نسبتاً پایینی کاهش یافت.
واکسیناسیون در کشورهای صنعتی به عنوان محافظت در برابر معرفی مجدد تا اواسط تا اواخر دهه ۱۹۷۰ ادامه یافت. استرالیا و نیوزلند دو استثنای قابل توجه هستند. آبله بومی را تجربه نکرد و هرگز به‌طور گسترده واکسینه نشد، در عوض به محافظت از راه دور و قرنطینه‌های سخت اتکا داشت. اولین تلاش در سراسر نیمکره برای ریشه کنی آبله در سال ۱۹۵۰ توسط سازمان بهداشت پان آمریکا انجام شد. این کمپین در از بین بردن آبله از همه کشورهای قاره آمریکا به جز آرژانتین، برزیل، کلمبیا و اکوادور موفق بود. در سال ۱۹۵۸، پروفسور ویکتور ژدانوف، معاون وزیر بهداشت اتحاد جماهیر شوروی، از مجمع جهانی بهداشت خواست تا یک ابتکار جهانی برای ریشه کنی آبله انجام دهد. پیشنهاد (قطعنامه WHA11.54) در سال ۱۹۵۹ پذیرفته شد. در این مرحله، سالانه ۲ میلیون نفر بر اثر آبله جان خود را از دست می‌دادند. به‌طور کلی، پیشرفت به سمت ریشه کنی ناامیدکننده بود، به ویژه در آفریقا و در شبه قاره هند. در سال ۱۹۶۶ یک تیم بین‌المللی، واحد ریشه کنی آبله، تحت رهبری یک آمریکایی به نام دونالد هندرسون تشکیل شد. در سال ۱۹۶۷، سازمان بهداشت جهانی با کمک ۲٫۴ میلیون دلاری سالانه به این تلاش، ریشه‌کنی جهانی آبله را تشدید کرد و روش جدید نظارت بر بیماری را که توسط اپیدمیولوژیست چک، کارل راشکا ترویج می‌شد، اتخاذ کرد.
در اوایل دهه ۱۹۵۰، هر سال حدود ۵۰ میلیون مورد آبله در جهان رخ می‌داد. برای ریشه کن کردن آبله، باید با جداسازی موارد و واکسیناسیون همه کسانی که در نزدیکی آن زندگی می‌کردند، از انتشار هر شیوع جلوگیری کرد. این فرایند به عنوان «واکسیناسیون حلقه» شناخته می‌شود. کلید این استراتژی، نظارت بر موارد در یک جامعه (معروف به نظارت) و مهار بود.
مشکل اولیه تیم WHO گزارش ناکافی موارد آبله بود، زیرا بسیاری از موارد مورد توجه مقامات قرار نگرفت. این واقعیت که انسان تنها مخزن عفونت آبله است و ناقلین وجود نداشت نقش مهمی در ریشه کنی آبله داشت. WHO شبکه ای از مشاوران را ایجاد کرد که به کشورها در راه اندازی فعالیت‌های نظارت و مهار کمک می‌کردند. در اوایل، اهدای واکسن عمدتاً توسط اتحاد جماهیر شوروی و ایالات متحده ارائه شد، اما تا سال ۱۹۷۳، بیش از ۸۰ درصد از کل واکسن در کشورهای در حال توسعه تولید شد. اتحاد جماهیر شوروی بین سالهای ۱۹۵۸ و ۱۹۷۹ یک و نیم میلیارد دوز و همچنین کادر پزشکی ارائه کرد.
آخرین شیوع عمده آبله در اروپا در سال ۱۹۷۲ در یوگسلاوی بود، پس از بازگشت زائری از کوزوو از خاورمیانه، جایی که به این ویروس مبتلا شده بود. این اپیدمی ۱۷۵ نفر را مبتلا کرد که باعث مرگ ۳۵ نفر شد. مقامات حکومت نظامی اعلام کردند، قرنطینه را به اجرا گذاشتند و با کمک سازمان جهانی بهداشت واکسیناسیون مجدد جمعیت را به‌طور گسترده انجام دادند. در عرض دو ماه، شیوع بیماری تمام شد. قبل از این، یک شیوع آبله در ماه مه تا ژوئیه ۱۹۶۳ در استکهلم، سوئد وجود داشت که توسط یک ملوان سوئدی از شرق دور آورده شد. این با اقدامات قرنطینه و واکسیناسیون جمعیت محلی حل شده بود.
تا پایان سال ۱۹۷۵، آبله فقط در شاخ آفریقا ادامه داشت. در اتیوپی و سومالی که جاده‌های کمی وجود داشت، شرایط بسیار دشوار بود. جنگ داخلی، قحطی و پناهندگان این کار را دشوارتر کرد. یک برنامه نظارت فشرده و مهار و واکسیناسیون در اوایل و اواسط سال ۱۹۷۷ در این کشورها تحت هدایت میکروبیولوژیست استرالیایی فرانک فنر انجام شد. همان‌طور که کمپین به هدف خود نزدیک می‌شد، فنر و تیمش نقش مهمی در تأیید ریشه‌کنی بازی کردند. آخرین مورد طبیعی آبله بومی (واریولا مینور) در علی مائو معلین، آشپز بیمارستانی در مرکا، سومالی، در ۲۶ اکتبر ۱۹۷۷ تشخیص داده شد. آخرین مورد طبیعی مرگبارتر واریولا ماژور در اکتبر ۱۹۷۵ در یک دختر سه ساله بنگلادشی به نام رحیما بانو شناسایی شد.

ریشه‌کنی جهانی آبله بر اساس فعالیت‌های راستی‌آزمایی شدید، توسط کمیسیونی از دانشمندان برجسته در ۹ دسامبر ۱۹۷۹ تأیید شد و متعاقباً توسط مجمع جهانی بهداشت در ۸ مه ۱۹۸۰ تأیید شد. در دو جمله اول قطعنامه آمده است:
با در نظر گرفتن توسعه و نتایج برنامه جهانی ریشه‌کنی آبله که در سال ۱۹۵۸ توسط WHO آغاز شد و از سال ۱۹۶۷ تشدید شد… رسماً اعلام می‌کند که جهان و مردم آن از آبله که ویرانگرترین بیماری بود و به شکل همه‌گیر در بسیاری از کشورها شیوع پیدا کرد، رهایی یافته‌اند. از قدیم الایام، مرگ، نابینایی و بدشکلی را در پی خود به جای گذاشته است و تنها یک دهه پیش در آفریقا، آسیا و آمریکای جنوبی بیداد می‌کرد.

#### هزینه‌ها
هزینه تلاش برای ریشه کنی، از سال ۱۹۶۷ تا ۱۹۷۹، تقریباً ۳۰۰ میلیون دلار آمریکا بود. تقریباً یک سوم آن از کشورهای توسعه‌یافته بود که دهه‌ها قبل آبله را تا حد زیادی ریشه کن کرده بودند. طبق گزارش‌ها، ایالات متحده، بزرگ‌ترین مشارکت کننده در این برنامه، هر ۲۶ روز یک بار این سرمایه‌گذاری را با پولی که برای واکسیناسیون و هزینه‌های بروز خرج نشده است، جبران کرده است.

### پس از ریشه کنی
آخرین مورد آبله در جهان در شیوع بیماری در بریتانیا در سال ۱۹۷۸ رخ داد. یک عکاس پزشکی به نام جانت پارکر در دانشکده پزشکی دانشگاه بیرمنگام به این بیماری مبتلا شد و در ۱۱ سپتامبر ۱۹۷۸ درگذشت. اگرچه هنوز مشخص نیست که پارکر چگونه آلوده شده است، منبع عفونت ویروس واریولا است که برای اهداف تحقیقاتی رشد کرده است. در آزمایشگاه دانشکده پزشکی. تمام ذخایر شناخته شده آبله در سراسر جهان متعاقباً نابود یا به دو آزمایشگاه مرجع تعیین شده توسط WHO با امکانات BSL-4 - مرکز کنترل و پیشگیری از بیماری ایالات متحده (CDC) و مرکز تحقیقات دولتی ویروس‌شناسی اتحاد جماهیر شوروی (اکنون روسیه) منتقل شدند. و بیوتکنولوژی VECTOR.
WHO ابتدا در سال ۱۹۸۶ نابودی ویروس را توصیه کرد و بعداً تاریخ نابودی آن را ۳۰ دسامبر ۱۹۹۳ تعیین کرد. این به ۳۰ ژوئن ۱۹۹۹ موکول شد. به دلیل مقاومت ایالات متحده و روسیه، در سال ۲۰۰۲ مجمع جهانی بهداشت با اجازه نگهداری موقت ذخایر ویروس برای اهداف تحقیقاتی خاص موافقت کرد. از بین بردن ذخایر موجود خطرات ناشی از تحقیقات جاری آبله را کاهش می‌دهد. ذخایر برای پاسخ به شیوع آبله مورد نیاز نیست. برخی از دانشمندان استدلال کرده‌اند که این ذخایر ممکن است در توسعه واکسن‌های جدید، داروهای ضد ویروسی و آزمایش‌های تشخیصی مفید باشد؛ یک بررسی در سال ۲۰۱۰ توسط تیمی از کارشناسان بهداشت عمومی منصوب شده توسط WHO به این نتیجه رسید که هیچ هدف اساسی بهداشت عمومی توسط ایالات متحده انجام نمی‌شود. و روسیه به حفظ ذخایر ویروس ادامه می‌دهد. دیدگاه اخیر اغلب در جامعه علمی، به ویژه در میان کهنه‌کاران برنامه ریشه‌کنی آبله سازمان جهانی بهداشت حمایت می‌شود.
در ۳۱ مارس ۲۰۰۳، دلمه‌های آبله در داخل پاکت نامه ای در کتابی در سال ۱۸۸۸ در مورد پزشکی جنگ داخلی در سانتافه، نیومکزیکو یافت شد. این پاکت حاوی دلمه‌های یک واکسیناسیون بود و به دانشمندان مرکز CDC این فرصت را داد تا تاریخچه واکسیناسیون آبله در ایالات متحده را مطالعه کنند.
در ۱ ژوئیه ۲۰۱۴، شش ویال شیشه ای مهر و موم شده آبله مورخ ۱۹۵۴، همراه با ویال‌های نمونه سایر عوامل بیماری‌زا، در یک اتاق سرد در یک آزمایشگاه FDA در محل مؤسسه ملی بهداشت در بتسدا، مریلند کشف شد. ویال‌های آبله متعاقباً به مرکز CDC در آتلانتا منتقل شدند، جایی که ویروس گرفته‌شده از حداقل دو ویال در کشت زنده ماند. پس از مطالعات انجام شد، CDC ویروس را تحت نظارت WHO در ۲۴ فوریه ۲۰۱۵ نابود کرد.
در سال ۲۰۱۷، دانشمندان کانادایی یک ویروس منقرض شده آبله اسب را بازسازی کردند تا نشان دهند که ویروس واریولا را می‌توان در یک آزمایشگاه کوچک با هزینه ای حدود ۱۰۰۰۰۰ دلار، توسط تیمی از دانشمندان بدون دانش تخصصی بازسازی کرد. این موضوع بحث حفظ را بی‌ربط می‌کند، زیرا ویروس را می‌توان به راحتی بازسازی کرد، حتی اگر همه نمونه‌ها از بین بروند. اگرچه دانشمندان این تحقیق را برای کمک به توسعه واکسن‌های جدید و همچنین ردیابی تاریخچه آبله انجام دادند، امکان استفاده از این تکنیک‌ها برای مقاصد شوم بلافاصله شناسایی شد و سؤالاتی را در مورد تحقیقات و مقررات استفاده دوگانه ایجاد کرد.
در سپتامبر ۲۰۱۹، آزمایشگاه روسی که نمونه‌های آبله را در خود جای داده بود، یک انفجار گاز را تجربه کرد که منجر به زخمی شدن یک کارگر شد. این اتفاق در نزدیکی محل ذخیره‌سازی ویروس رخ نداد و هیچ نمونه‌ای به خطر نیفتاد، اما این حادثه باعث بررسی خطرات مهار شد.

## در جامعه و فرهنگ

### جنگ بیولوژیکی
در سال ۱۷۶۳، جنگ پونتیاک در حالی آغاز شد که یک کنفدراسیون بومی آمریکا به رهبری پونتیاک تلاش کرد تا با کنترل بریتانیا بر منطقه دریاچه‌های بزرگ مقابله کند. گروهی از جنگجویان بومی آمریکا در ۲۲ ژوئن فورت پیت را که تحت کنترل بریتانیا بود محاصره کردند. در پاسخ، هنری بوکت، فرمانده قلعه، به زیردستان خود Simeon Ecuyer دستور داد تا پتوهای آلوده به آبله را از درمانگاه به هیئت دلاور در خارج از قلعه بدهد. بوکت این موضوع را با مافوق خود، سر جفری آمهرست، در میان گذاشته بود که به بوکت نوشت: "آیا نمی‌توان آبله کوچک را در میان قبایل ناراضی سرخپوستان فرستاد؟ ما باید در این مناسبت از هر حیله ای که در توان داریم برای کاهش آنها استفاده کنیم. " بوکه با این پیشنهاد موافقت کرد و نوشت که "من سعی خواهم کرد با استفاده از پتوهایی که ممکن است به دست آنها بیفتد، سرخپوستان را تلقیح کنم". در ۲۴ ژوئن ۱۷۶۳، ویلیام ترنت، یک تاجر محلی و فرمانده شبه نظامیان فورت پیت، نوشت: "به دلیل توجهی که به آنها داشتیم، دو پتو و یک دستمال از بیمارستان اسمال پوکس به آنها دادیم. اثر مورد نظر." اثربخشی این تلاش برای پخش بیماری ناشناخته است. همچنین گزارش‌هایی وجود دارد که آبله به عنوان یک سلاح در طول جنگ انقلابی آمریکا (۱۷۷۵–۱۷۸۳) مورد استفاده قرار گرفت.
بر اساس نظریه ای که در مجله مطالعات استرالیا (JAS) توسط محقق مستقل کریستوفر وارن ارائه شد، تفنگداران دریایی سلطنتی در سال ۱۷۸۹ از آبله علیه قبایل بومی در نیو ساوت ولز استفاده کردند. این نظریه قبلاً در بولتن تاریخ پزشکی و توسط دیوید دی نیز مورد توجه قرار گرفت. با این حال، برخی از دانشگاهیان پزشکی، از جمله پروفسور جک کارمودی، که در سال ۲۰۱۰ ادعا کرد که شیوع سریع شیوع مورد بحث به احتمال زیاد نشان دهنده آبله مرغان است - یک بیماری عفونی تر که در آن زمان، اغلب گیج می‌شد، مورد مناقشه قرار گرفت. جراحان، مبتلا به آبله، و ممکن است برای بومیان و سایر مردم بدون مصونیت طبیعی نسبت به آن کشنده بوده باشد. کارمودی خاطرنشان کرد که در سفر ۸ ماهه ناوگان اول و ۱۴ ماه بعد، هیچ گزارشی از آبله در میان مستعمره‌نشینان گزارش نشده است و از آنجایی که آبله یک دوره نهفتگی ۱۰ تا ۱۲ روزه دارد، بعید است که در منطقه وجود داشته باشد. ناوگان اول؛ با این حال، وارن در مقاله JAS استدلال کرد که منبع احتمالی بطری‌های ویروس واریولا است که جراحان ناوگان اول در اختیار داشتند. ایان و جنیفر گلین، در زندگی و مرگ آبله، تأیید می‌کنند که بطری‌های «مواد مختلف» برای استفاده به عنوان واکسن به استرالیا برده شده است، اما فکر می‌کنند که بعید است که ویروس تا سال ۱۷۸۹ زنده بماند. در سال ۲۰۰۷، کریستوفر وارن شواهدی ارائه کرد که نشان می‌دهد آبله بریتانیا هنوز زنده بوده است. با این حال، تنها غیر بومیان گزارش شده که در این شیوع جان خود را از دست داده است، دریانوردی به نام جوزف جفریس بود که به عنوان اصالت «سرخپوست آمریکایی» ثبت شده بود.
W. S. Carus، متخصص سلاح‌های بیولوژیکی، نوشته است که شواهدی وجود دارد که نشان می‌دهد آبله عمداً به جمعیت بومی معرفی شده است. با این حال کارمودی و بوید هانتر از دانشگاه ملی استرالیا همچنان از فرضیه آبله مرغان حمایت می‌کنند. در یک سخنرانی در سال ۲۰۱۳ در دانشگاه ملی استرالیا، کارمودی اشاره کرد که آبله مرغان، برخلاف آبله، در مستعمره سیدنی کوو وجود دارد. او همچنین پیشنهاد کرد که تمام ج. شناسایی شیوع آبله در قرن هجدهم (و قبل از آن) مشکوک بود زیرا: «جراحان … از تمایز بین آبله و آبله مرغان بی اطلاع بودند - دومی به‌طور سنتی شکل خفیف‌تری از آبله در نظر گرفته می‌شد.»
در طول جنگ جهانی دوم، دانشمندانی از بریتانیا، ایالات متحده و ژاپن (واحد ۷۳۱ ارتش امپراتوری ژاپن) در تحقیق برای تولید یک سلاح بیولوژیکی از آبله مشارکت داشتند. برنامه‌های تولید در مقیاس بزرگ هرگز اجرا نشد، زیرا آنها فکر می‌کردند که این سلاح به دلیل در دسترس بودن واکسن در مقیاس وسیع، بسیار مؤثر نخواهد بود.

در سال ۱۹۴۷، اتحاد جماهیر شوروی یک کارخانه اسلحه آبله را در شهر زاگورسک، در ۷۵ کیلومتری شمال شرقی مسکو تأسیس کرد. شیوع آبله تسلیحاتی در حین آزمایش در تأسیساتی در جزیره‌ای در دریای آرال در سال ۱۹۷۱ رخ داد:
در جزیره Vozrozhdeniya در دریای آرال، قوی‌ترین دستور العمل‌های آبله آزمایش شد. ناگهان به من اطلاع دادند که موارد مرموز مرگ و میر در آرالسک وجود دارد. یک کشتی تحقیقاتی از ناوگان آرال به ۱۵ کیلومتری جزیره رسید (نزدیک شدن به ۴۰ کیلومتر ممنوع بود). تکنسین آزمایشگاه این کشتی روزی دو بار از عرشه بالای پلانکتون نمونه برداری می‌کرد. فرمول آبله - ۴۰۰ گرم. که در جزیره منفجر شد - «او را گرفت» و او آلوده شد. پس از بازگشت به خانه در آرالسک، او چندین نفر از جمله کودکان را مبتلا کرد. همه آنها مردند. من به دلیل این امر مشکوک شدم و با رئیس ستاد کل وزارت دفاع تماس گرفتم و از توقف قطار آلما آتا - مسکو در آرالسک درخواست کردم. در نتیجه از شیوع این بیماری در سراسر کشور جلوگیری شد. با آندروپوف که در آن زمان رئیس KGB بود تماس گرفتم و دستور انحصاری آبله را که در جزیره Vozrazhdenie به دست آمده بود به او اطلاع دادم.
دیگران معتقدند که اولین بیمار ممکن است هنگام بازدید از Uyaly یا Komsomolsk-on-Ustyurt، دو شهری که قایق در آنجا پهلو گرفته است، به این بیماری مبتلا شده باشد.
در پاسخ به فشارهای بین‌المللی، در سال ۱۹۹۱، دولت شوروی به یک تیم بازرسی مشترک ایالات متحده و بریتانیا اجازه داد تا از چهار تأسیسات اصلی تسلیحات خود در Biopreparat بازدید کنند. بازرسان با طفره رفتن و انکار دانشمندان شوروی مواجه شدند و در نهایت دستور خروج از مرکز به آنها صادر شد. در سال ۱۹۹۲، کن علیبک، فراری شوروی، ادعا کرد که برنامه تسلیحات زیستی شوروی در زاگورسک یک انبار بزرگ - به اندازه بیست تن - آبله تسلیحاتی (که احتمالاً برای مقاومت در برابر واکسن‌ها طراحی شده بود)، به همراه کلاهک‌های یخچال‌دار برای تحویل آن تولید کرده است. داستان‌های علیبک در مورد فعالیت‌های برنامه آبله شوروی سابق هرگز به‌طور مستقل تأیید نشده است.
در سال ۱۹۹۷، دولت روسیه اعلام کرد که تمام نمونه‌های آبله باقی‌مانده به مؤسسه وکتور در کلتسوو منتقل خواهد شد. با فروپاشی اتحاد جماهیر شوروی و بیکاری بسیاری از دانشمندان برنامه تسلیحاتی، مقامات دولتی ایالات متحده ابراز نگرانی کرده‌اند که آبله و تخصص لازم برای تسلیح سازی در اختیار سایر دولت‌ها یا گروه‌های تروریستی قرار گرفته است که ممکن است بخواهند از ویروس به عنوان وسیله ای استفاده کنند. جنگ بیولوژیکی ادعاهای خاص علیه عراق در این زمینه نادرست بود.
برخی ابراز نگرانی کرده‌اند که سنتز ژن مصنوعی می‌تواند برای بازآفرینی ویروس از ژنوم‌های دیجیتال موجود، برای استفاده در جنگ‌های بیولوژیکی استفاده شود. قرار دادن DNA آبله سنتز شده در ویروس‌های آبله موجود می‌تواند از نظر تئوری برای بازآفرینی ویروس استفاده شود. اولین قدم برای کاهش این خطر، پیشنهاد شده است، باید از بین بردن ذخایر باقیمانده ویروس باشد تا امکان جرم انگاری صریح هرگونه در اختیار داشتن ویروس فراهم شود.

### موارد قابل توجه
از شخصیت‌های تاریخی معروفی که به آبله مبتلا شده‌اند می‌توان به لاکوتا، رامسس پنجم، امپراتور کانگشی (زنده ماند)، امپراتور شونژی و امپراتور تونگجی چین، امپراتور کومی ژاپن (در سال ۱۸۶۷ در اثر آبله درگذشت)، و دیت ماسامونه ژاپن اشاره کرد. (که یک چشم خود را در اثر بیماری از دست داده است). کویتلاهواک، دهمین تلاتوانی (حاکم) شهر تنوشتیتلان آزتک، در سال ۱۵۲۰، اندکی پس از ورود آبله به قاره آمریکا، بر اثر آبله درگذشت، و امپراتور اینکا، هوآینا کاپاک، در سال ۱۵۲۷ بر اثر آن درگذشت (که باعث جنگ داخلی جانشینی در اینکاها شد. امپراتوری و فتح نهایی توسط اسپانیایی‌ها). چهره‌های عمومی جدیدتر عبارتند از گورو هار کریشان، هشتمین گورو سیک‌ها، در سال ۱۶۶۴، لویی اول اسپانیا در سال ۱۷۲۴ (درگذشت)، پیتر دوم از روسیه در سال ۱۷۳۰ (درگذشت)، جورج واشینگتن (زنده ماند)، لویی پانزدهم فرانسه در ۱۷۷۴ (درگذشت) و ماکسیمیلیان سوم جوزف باواریا در ۱۷۷۷ (درگذشت).
خانواده‌های سرشناس در سراسر جهان اغلب چندین نفر به این بیماری مبتلا شده یا از بین می‌روند. به عنوان مثال، چند تن از بستگان هنری هشتم انگلستان از این بیماری جان سالم به در بردند اما زخمی از آن باقی ماندند. اینها شامل خواهرش مارگارت، همسرش آن کلوز، و دو دخترش می‌شوند: مری اول در سال ۱۵۲۷ و الیزابت اول در سال ۱۵۶۲. الیزابت سعی کرد با آرایش‌های سنگین پوک‌مارک‌ها را پنهان کند. مری، ملکه اسکاتلند، در کودکی به این بیماری مبتلا شد اما هیچ جای زخم قابل مشاهده ای نداشت.
در اروپا، مرگ و میر ناشی از آبله اغلب جانشینی سلسله را تغییر می‌داد. لویی پانزدهم از فرانسه جانشین پدربزرگش لوئی چهاردهم شد که در میان افرادی که در ردیف جانشینی قرار داشتند، بر اثر ابتلا به آبله یا سرخک جان خود را از دست دادند. او خود بر اثر این بیماری در سال ۱۷۷۴ درگذشت. پیتر دوم از روسیه در ۱۴ سالگی بر اثر این بیماری درگذشت. همچنین، قبل از امپراتور شدن، پیتر سوم روسیه به این ویروس مبتلا شد و به شدت از آن رنج برد. همسر او، کاترین کبیر، در امان ماند، اما ترس از ویروس به وضوح تأثیرات خود را بر او گذاشت. او از امنیت پسرش، پل، آنقدر می‌ترسید که مطمئن شد که جمعیت زیادی دور نگه داشته می‌شوند و به دنبال منزوی کردن او بودند. در نهایت، او تصمیم گرفت که توسط یک پزشک بریتانیایی، توماس دیمزدیل، خود را تلقیح کند. در حالی که در آن زمان این یک روش بحث‌برانگیز در نظر گرفته می‌شد، او موفق شد. پل بعداً نیز تلقیح شد. سپس کاترین به دنبال تلقیحاتی در سراسر امپراتوری خود بود و اظهار داشت: «هدف من، از طریق مثال خود، نجات بسیاری از رعایای من بود که ارزش این تکنیک را نمی‌دانستند و از آن می‌ترسیدند، در خطر رها شدند.» تا سال ۱۸۰۰، تقریباً دو میلیون تلقیح در امپراتوری روسیه انجام شد.
در چین، سلسله چینگ پروتکل‌های گسترده‌ای برای محافظت از منچوس در برابر آبله بومی پکن داشت.
روسای جمهور ایالات متحده جورج واشینگتن، اندرو جکسون و آبراهام لینکلن همگی به این بیماری مبتلا شدند و بهبود یافتند. واشینگتن در بازدید از باربادوس در سال ۱۷۵۱ به آبله مبتلا شد جکسون پس از اسیر شدن توسط بریتانیا در جریان انقلاب آمریکا به این بیماری مبتلا شد، و اگرچه او بهبود یافت، برادرش رابرت بهبود نیافت. لینکلن در دوران ریاست جمهوری خود به این بیماری مبتلا شد، احتمالاً از پسرش تاد، و مدت کوتاهی پس از ارائه آدرس گتیزبورگ در سال ۱۸۶۳ قرنطینه شد.
جاناتان ادواردز متکلم مشهور در سال ۱۷۵۸ بر اثر تلقیح آبله درگذشت.
جوزف استالین رهبر شوروی در سن هفت سالگی به آبله مبتلا شد. صورتش از این بیماری به شدت زخمی شده بود. او بعداً عکس‌هایی را روتوش کرد تا نشانه‌های او کمتر آشکار شود.
شاعر مجارستانی Ferenc Kölcsey، که سرود ملی مجارستان را نوشت، چشم راست خود را بر اثر آبله از دست داد.

### سنت و مذهب
در مواجهه با ویرانی آبله، خدایان و الهه‌های مختلف آبله در سراسر جهان قدیم، به عنوان مثال در چین و هند، پرستش شده‌اند. در چین، از الهه آبله به عنوان T'ou-Shen Niang-Niang (به چینی: 痘疹娘娘) یاد می‌شد. مؤمنان چینی فعالانه برای دلجویی از الهه و دعا برای رحمت او تلاش می‌کردند، با اقداماتی مانند اشاره به چرک‌دانه‌های آبله به عنوان "گل‌های زیباً به عنوان تعبیری که برای جلوگیری از توهین به الهه، به عنوان مثال (کلمه چینی برای آبله 天花، به معنای واقعی کلمه " است. گل بهشت»). در یک رسم مربوط به شب سال نو مقرر شده بود که بچه‌های خانه هنگام خواب نقاب‌های زشتی بزنند تا زیبایی را پنهان کنند و در نتیجه از جذب الهه که در آن شب از آنجا عبور می‌کرد، اجتناب کنند. اگر موردی از آبله رخ می‌داد، زیارتگاه‌هایی در خانه‌های قربانیان برپا می‌کردند تا در طول دوره بیماری، عبادت و تقدیم شوند. در صورت بهبودی قربانی، زیارتگاه‌ها را برداشته و در صندلی یا قایق مخصوص کاغذی برای سوزاندن می‌بردند. اگر بیمار خوب نمی‌شد، حرم را ویران می‌کردند و نفرین می‌کردند تا الهه را از خانه بیرون کنند.
در زبان یوروبا آبله به عنوان ṣọpọná شناخته می‌شود، اما به صورت shakpanna, shopona، ṣhapana و ṣọpọnọ نیز نوشته می‌شد. این کلمه ترکیبی از ۳ کلمه است، فعل ṣán به معنای پوشاندن یا گچ بری (اشاره به چرک‌دانه‌های مشخصه آبله)، kpa یا pa به معنای کشتن و انیا به معنای انسان. به‌طور تقریبی به معنای کسی است که با پوشاندن چروک، کسی را بکشد. در میان مردم یوروبای آفریقای غربی و همچنین در دین داهومی، ترینیداد، و در برزیل، خدای سوپونا، که با نام اوبالویه نیز شناخته می‌شود، خدای آبله و سایر بیماری‌های کشنده (مانند جذام، اچ‌آی‌وی/ایدز، و تب) است. یکی از ترسناک‌ترین خدایان پانتئون اریشا، آبله به عنوان نوعی مجازات از شوپونا دیده می‌شد. پرستش شوپونا به شدت توسط کاهنان او کنترل می‌شد و اعتقاد بر این بود که کشیش‌ها نیز می‌توانند در هنگام عصبانیت آبله پخش کنند. با این حال، شوپونا همچنین به عنوان یک شفادهنده دیده می‌شد که می‌توانست بیماری‌های خود را درمان کند، و اغلب از قربانیانش خواسته می‌شد تا آنها را شفا دهد. دولت بریتانیا پرستش خدا را ممنوع کرد زیرا اعتقاد بر این بود که کشیشان عمداً آبله را به مخالفان خود پخش می‌کردند.
اولین رکوردهای هند در مورد آبله را می‌توان در یک کتاب پزشکی یافت که قدمت آن به ۴۰۰ سال پس از میلاد برمی گردد. این کتاب بیماری را توصیف می‌کند که به‌طور استثنایی شبیه آبله است. هند، مانند چین و یوروبا، الهه ای را در پاسخ به قرار گرفتن در معرض آبله ایجاد کرد. الهه هندو، شیتالا، در دوران سلطنتش مورد پرستش و ترس بود. اعتقاد بر این بود که این الهه هم شریر و مهربان است و هم توانایی ایجاد قربانی در هنگام عصبانیت و همچنین آرام کردن تب افراد مبتلا را دارد. پرتره‌های الهه نشان می‌دهد که او یک جارو در دست راست خود برای ادامه حرکت بیماری و یک گلدان آب خنک در دست دیگر در تلاش برای تسکین بیماران دارد. زیارتگاه‌هایی ایجاد شد که بسیاری از بومیان هند، اعم از سالم و غیر سالم، برای عبادت می‌رفتند و سعی می‌کردند از خود در برابر این بیماری محافظت کنند. برخی از زنان هندی، در تلاش برای دفع شیتالا، بشقاب‌هایی از غذاهای خنک‌کننده و دیگ‌های آب را روی پشت بام خانه‌های خود قرار دادند.
در فرهنگ‌هایی که خدای آبله را نمی‌شناختند، اغلب اعتقادی به شیاطین آبله وجود داشت که بر این اساس به دلیل ابتلا به این بیماری سرزنش می‌شدند. چنین باورهایی در ژاپن، اروپا، آفریقا و سایر نقاط جهان برجسته بود. تقریباً تمام فرهنگ‌هایی که به شیطان اعتقاد داشتند نیز معتقد بودند که از رنگ قرمز می‌ترسد. این منجر به اختراع به اصطلاح درمان قرمز شد که در آن بیماران و اتاق‌های آنها به رنگ قرمز تزئین می‌شد. این رسم در قرن دوازدهم به اروپا گسترش یافت و (در میان دیگران) چارلز پنجم فرانسوی و الیزابت اول از انگلستان آن را انجام دادند. از طریق مطالعات نیلز ریبرگ فینسن که نشان می‌داد نور قرمز باعث کاهش زخم می‌شود، اعتبار علمی به دست آورد، این باور حتی تا دهه ۱۹۳۰ ادامه داشت.

## نگارخانه

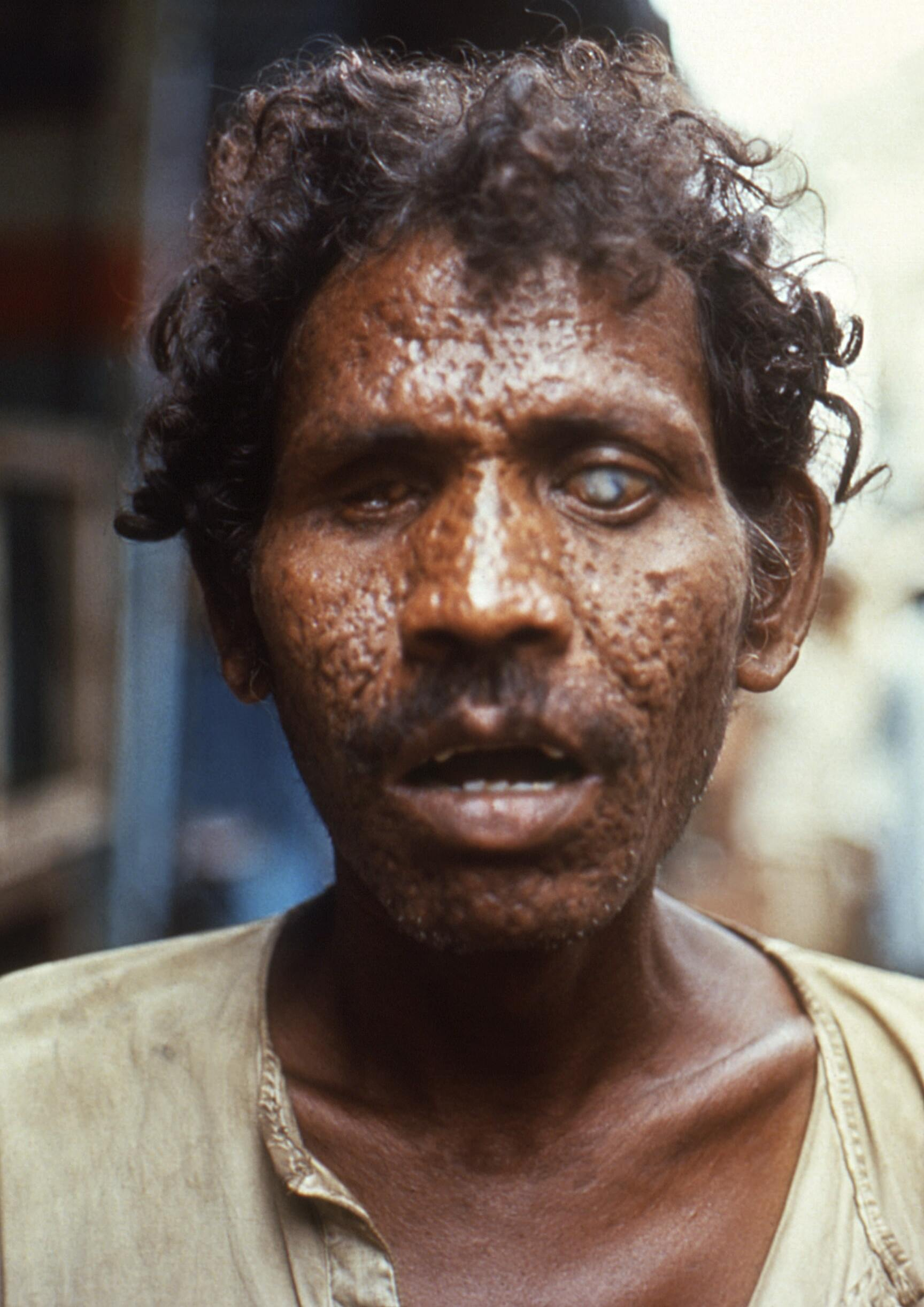
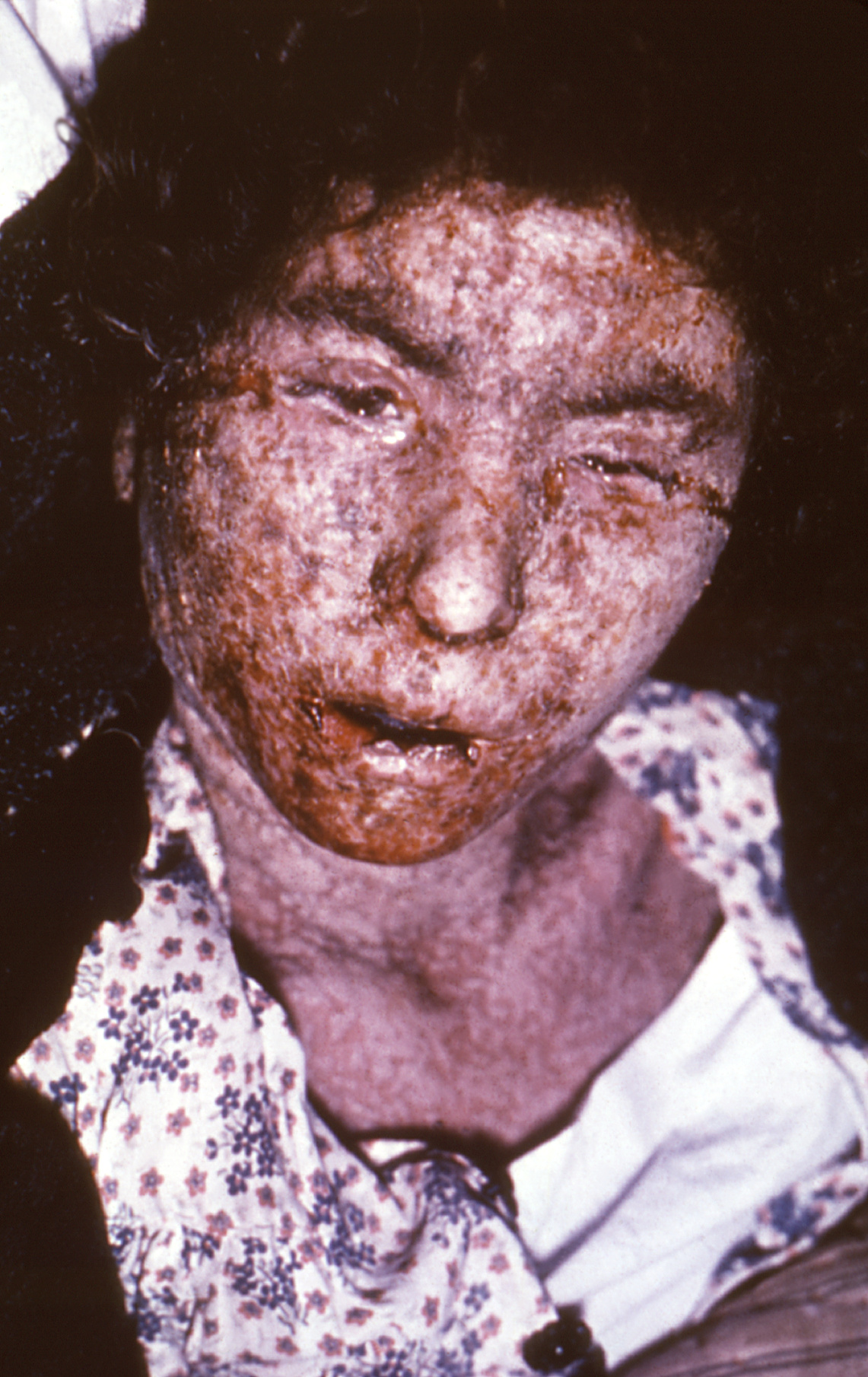
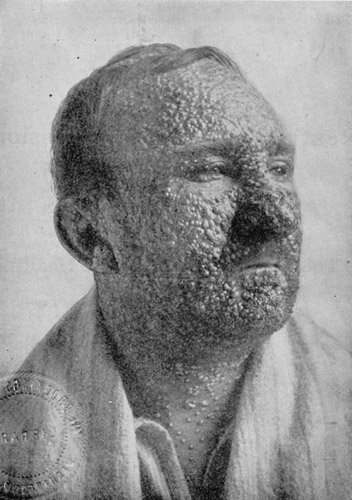
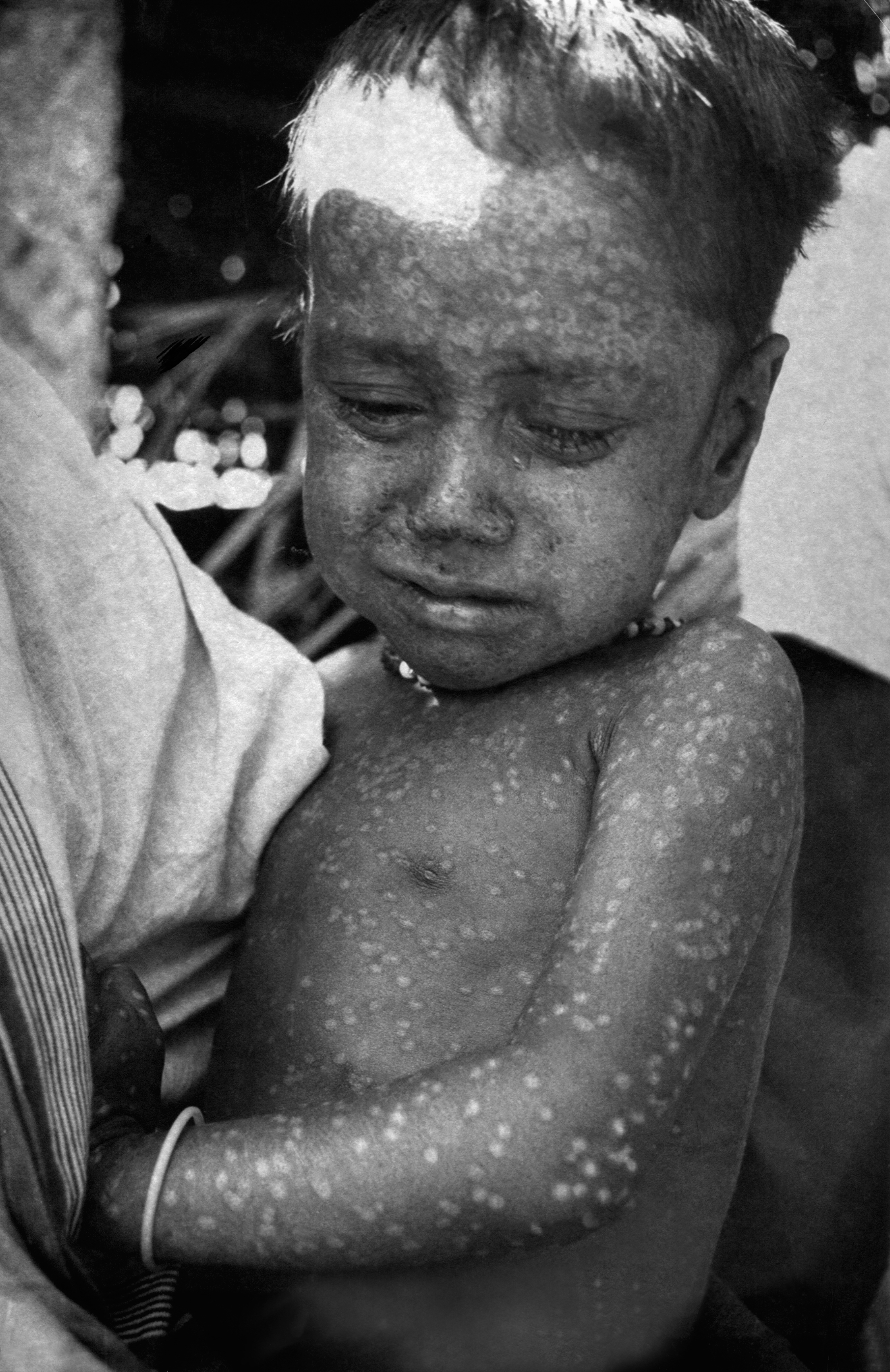
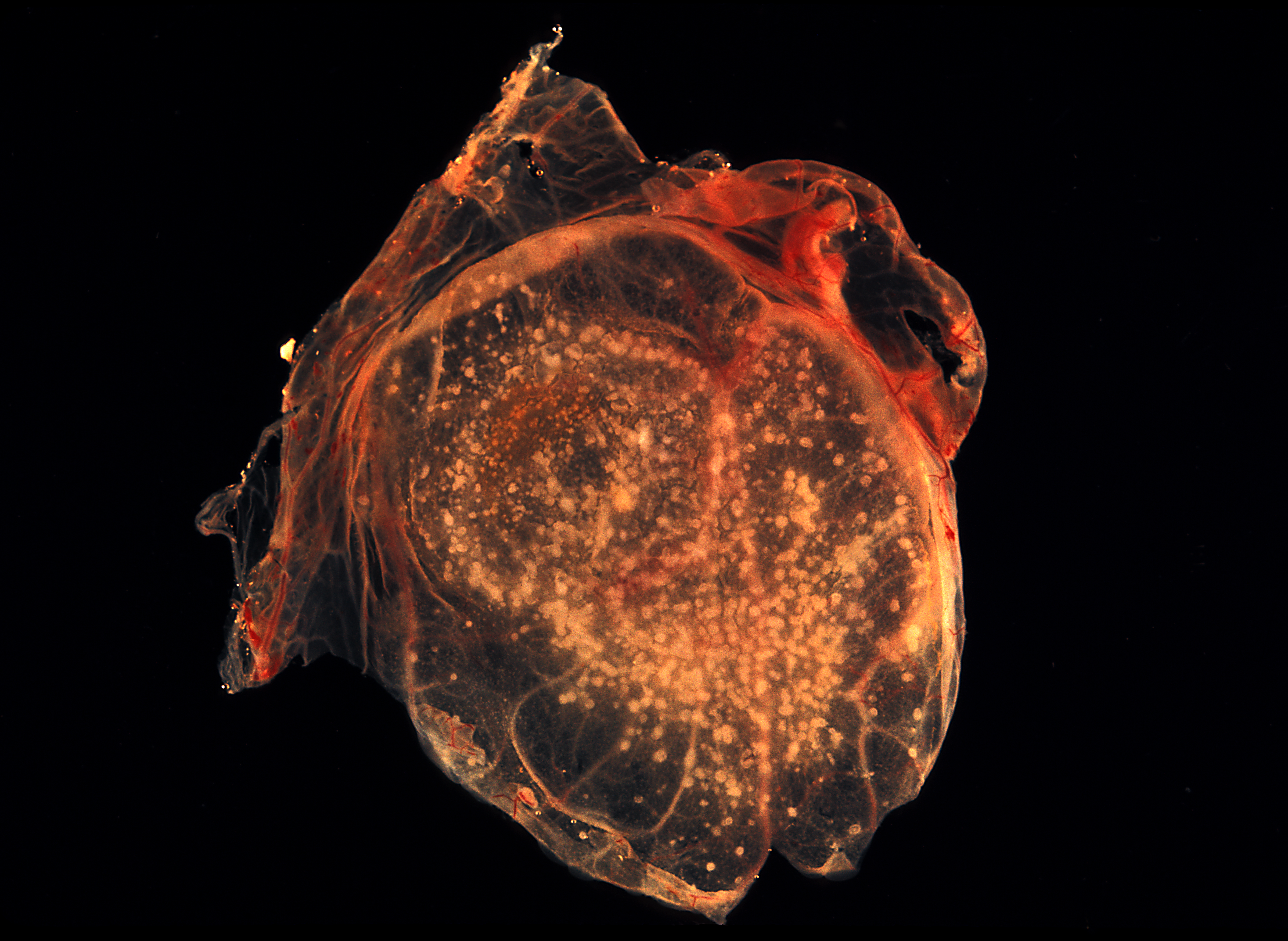

#### مخالفت مردم با اجرای آبله‌کوبی
آبله از دیرهنگام بشر را آزار داده و باعث مرگ و کوری بسیاری از انسان‌ها شده است. به گونه‌ای که آبله‌کوبی موضوعی مهم در سده‌های گذشته به‌شمار می‌آمد که هم از نظر دگرگونی‌های پزشکی، هم از لحاظ تغییرات سیاسی و اجتماعی قابل بررسی است. این پدیده از طرفی تاریخ علم را بیان می‌دارد و از جهت دیگر چالش‌هایی را آشکار می‌کند که طبابت بومی و مردم بعضی از جوامع در رویارویی با راهکارهای دانش پزشکی نوین داشته‌اند.